# Європейське мистецтво

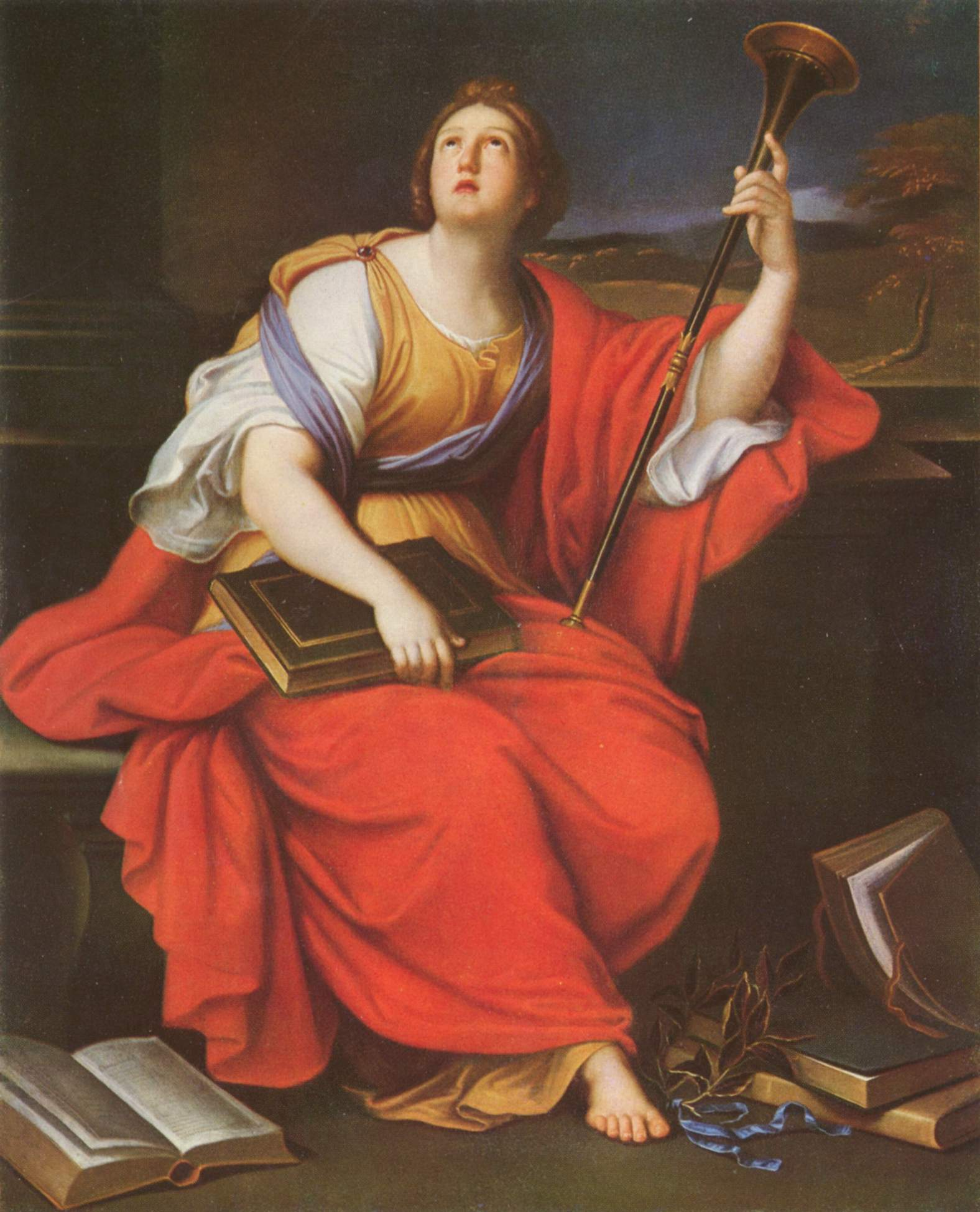
П'єр Міньяр, Кліо, муза епосу та історії, 17-те століття

Історія європейського мистецтва охоплює історію образотворчого мистецтва в Європі. Європейське доісторичне мистецтво почалося з мистецтва розмальовування печер та рухомого каміння і було характерним для періоду між Палеолітом та Залізною добою.
Описи історії європейського мистецтва часто починаються з Стародавнього Близького Сходу та давніх егейських цивілізацій, з 3 тисячоліття до н. е.. Паралельно з цими значущими культурами, мистецтво в тій чи іншій формі існувало у всій Європі, де жили люди, залишаючи такі сліди як різьблення, орнаментовані артефакти та великі стоячі камені. Однак постійна тенденція художнього розвитку в Європі стає видимою тільки з мистецтвом Стародавньої Греції, прийнятого та трансформованого Римом та рознесеного по всій імперії. яка включала значну частину Європи.
Вплив мистецтва Класичної епохи зростав та зменшувався наступні 2000 років, майже непомітний в частині середньовічний, збільшившись в епоху Відродження, будучи «занедбаним» (на думку деяких ранніх істориків мистецтва) в епоху бароко,. щоб знов з'явитись у витонченій формі в неокласицизмі та відродитись в постмодернізмі.
До XIX століття християнська церква справляла значний вплив на європейське мистецтво, будучи основним замовником архітектури, скульптури та малювання. В той же період відновився інтерес до героїв та героїнь, розповідей про міфологічних богів та богинь, великі війни та дивні створіння, не пов'язані з релігією.
Секуляризм мав вплив на європейське мистецтво ще з класичної епохи, а в останні 200 років переважна частина мистецтва створювалася без посилання на релігію та часто взагалі без якоїсь ідеології. З іншого боку, на європейське мистецтво часто впливала ті чи інші політичні погляди держави, покровителя чи самого митця.
Європейське мистецтво поділяється на ряд стилістичних періодів, які історично перехрещуються один з одним, оскільки різні стилі розвивались в різних місцях. Якщо широко визначити, то періоди були такими: класична епоха, візантійське, середньовічне мистецтво, готика, Відродження, бароко, рококо, неокласицизм, модерн та постмодернізм.

## Первісне (доісторичне) мистецтво
Європейське доісторичне мистецтво є важливою частиною європейської культурної спадщини. Історія доісторичного мистецтва як правило поділяється на чотири основні періоди: Кам'яна доба, Неоліт, Бронзова доба та Залізна доба. Більшість артефактів. що збереглися з цих періодів, — це малі скульптури та малюнки в печерах.

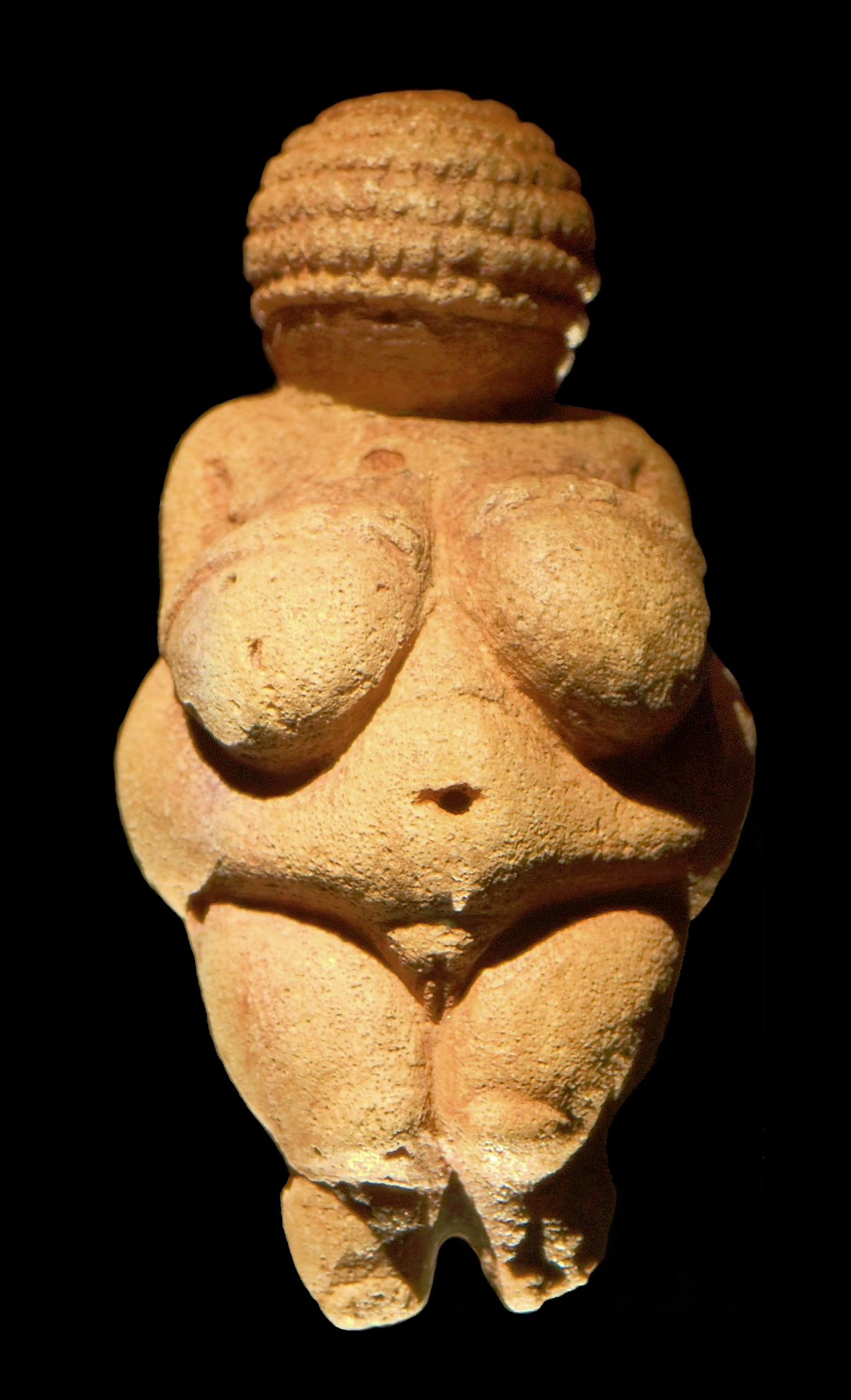
Вілендорфська Венера.

Значна частина доісторичного мистецтва, що збереглося до нашого часу, — це маленькі переносні скульптури (статуетки): невелика група палеолітичних Венер, наприклад Вілендорфська Венера (24 000–22 000 до н. е.), які були знайдені в центральній Європі; 30-см людина-лев з Холенштайн Штадель (30 000 до н. е.), що майже не має схожих на неї артефактів. Олені, що пливуть (11 000 до н. е.) — один з найкращих мадленських різьблень по кістці чи рогам тварин в мистецтві Верхнього палеоліту, хоча їх кількість значно менша за гравіровані предмети, які деколи також відносять до скульптур. З початком мезоліту в Європі фігуративна скульптура значно зменшилась в кількості та залишилась рідшим елементом мистецтва, ніж рельєфне оздоблення предметів, які використовували аж до римських часів, незважаючи на деякі витвори як Гундеструпський котел Залізної доби та Сонячний візок Бронзової доби.
Найдавніше печерне мистецтво Європи датується 40 800 років тому та знаходиться в печері Ель-Кастильйо в Іспанії. Інші малюнки можна знайти в печерах Ласко, Альтміра, грот де Куссак, Пеш Мерль, Ніо, Шове, Фон-де-Гом, Кресвел Крагз, Ноттінгемшір, Англія (печерні офорти та барельєфи були знайдені в 2003 р.), Колібоая, Румунія (вважається найстарішими печерними малюнками в центральній Європі) та Магура, Бєлоградчик, Болгарія. Малюнки виконувались не лише в печерах. а і на стінах скель, однак таких через ерозію закруглялося значно менше. Одним з найвідоміших прикладів є наскельні малюнки Астувансальмі в Саймаа, Фінляндія.
Коли Марчеліно Санц де Саутуола вперше знайшов мадленські малюнки в печері Альтаміра в 1879 році, вчені мужі того часу вважали їх підробками. Пізніші оцінки та численні додаткові знахідки давно вже підтвердили їх справжність, одночасно стимулюючи інтерес до мистецтва людей Верхнього палеоліту. Печерні малюнки, виконані лише дуже примітивним знаряддям, також дають цінну можливість дізнатися про культуру та вірування тої епохи.
Наскельні малюнки середземноморського узбережжя Іберійського півострова є зовсім іншим стилем, адже в них фігура людини є головним. Малюнки часто містять великі групи людей, битви, танці або полювання, інші заняття, деталі, наприклад одяг. Фігури як правило нанесені досить ескізно, тонкими лініями, більше уваги приділяється відносинам між групами людей та тварин ніж окремим фігурам. Схожі характеристики є і в інших, менш чисельних групах наскельного мистецтва, хоча часто не мальованого, а гравірованого. Вважається, що іберійські малюнки створювались протягом значного проміжку часу — Верхнього палеоліту, Мезоліту та раннього Неоліту.
Доісторичне кельтське мистецтво значною мірою походить від мистецтва європейської Залізної доби, а зразки, що збереглися, є переважно металічними виробами, прикрашеними складними, елегантними та переважно абстрактними орнаментами, часто зі вигнутими та спіральними фігурами. На цих предметах можна деколи побачити людські голови та повні зображення тварин, однак повні зображення людини настільки рідкісні, що мова може йти про існування релігійного табу. Після завоювання римлянами кельтських територій, їх мистецтво майже повністю зникає, однак обмежене використання стилю тривало на Британських островах, а з приходом християнства відновилось в острівному мистецтві Раннього Середньовіччя.

## Античне мистецтво

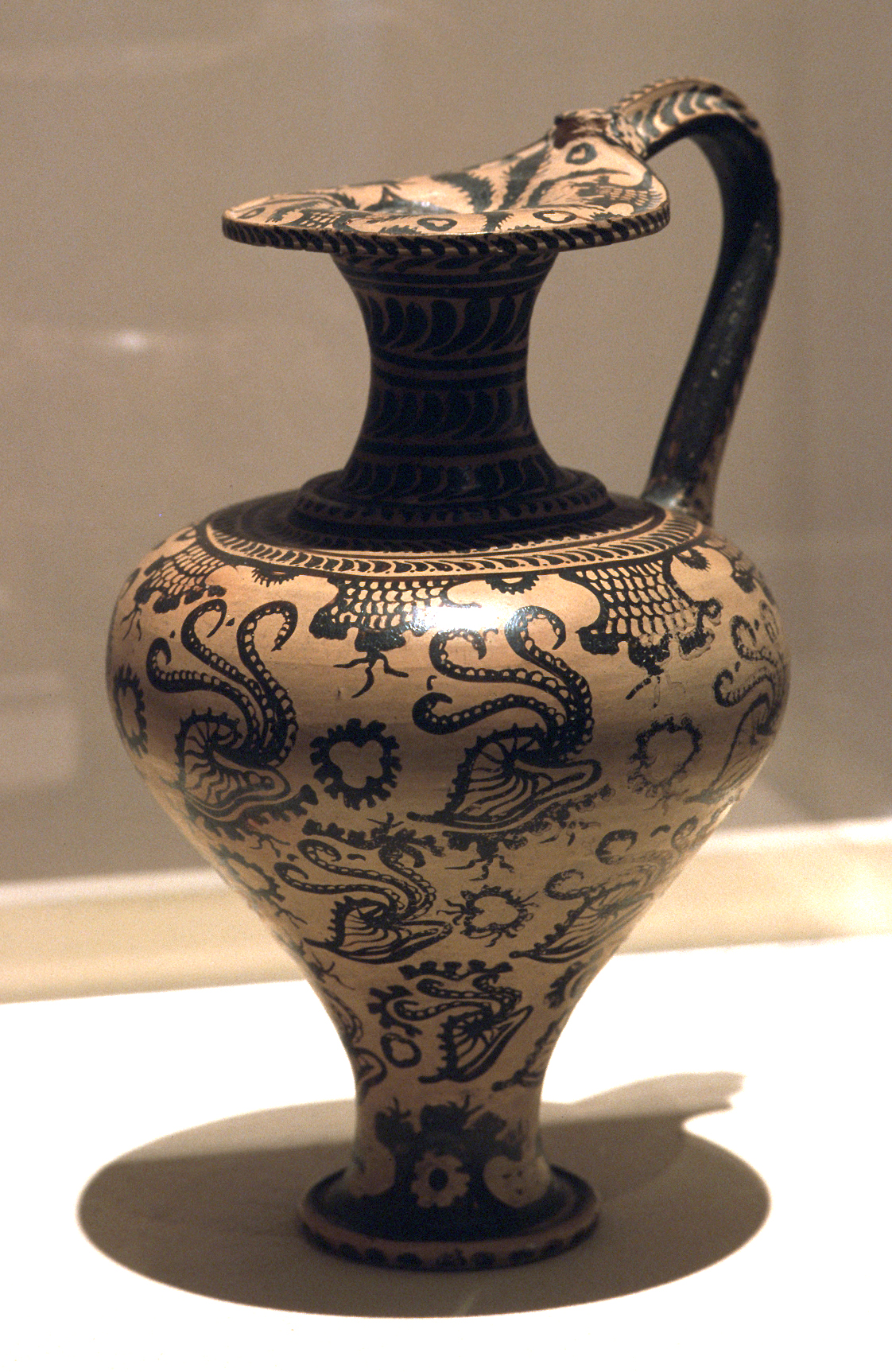
Мінойська чорнофігурна кераміка із типовими морськими мотивами

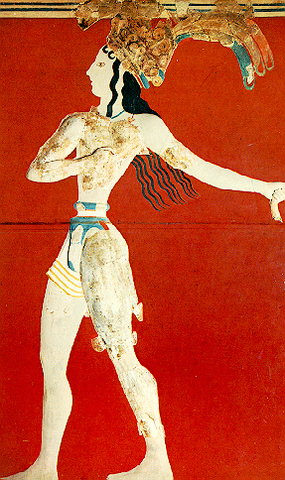
Фреска Принц із ліліями, що прикрашала Кносський палац

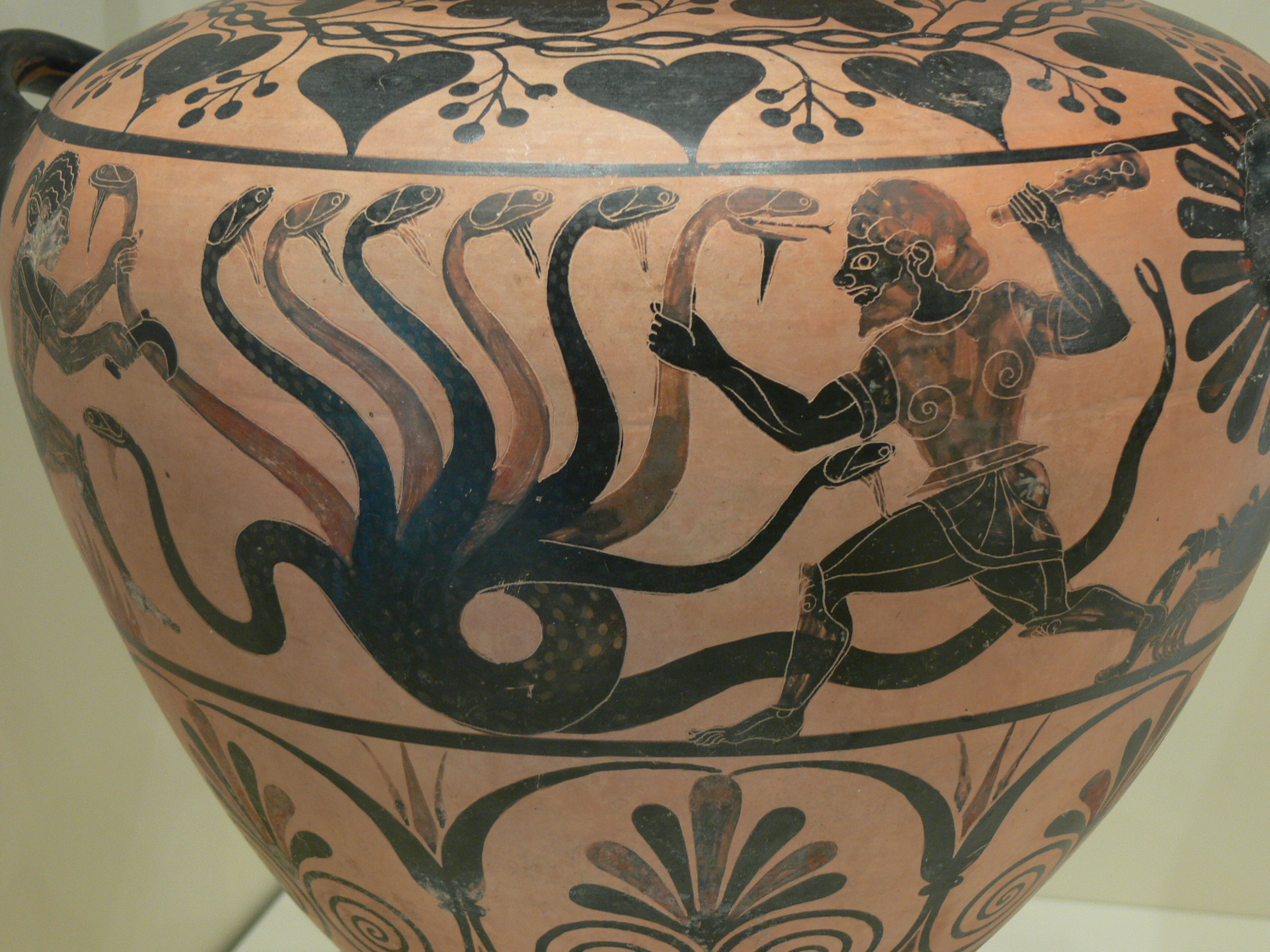
Геракл і лернейська гідра. Музей Гетті, Каліфорнія.

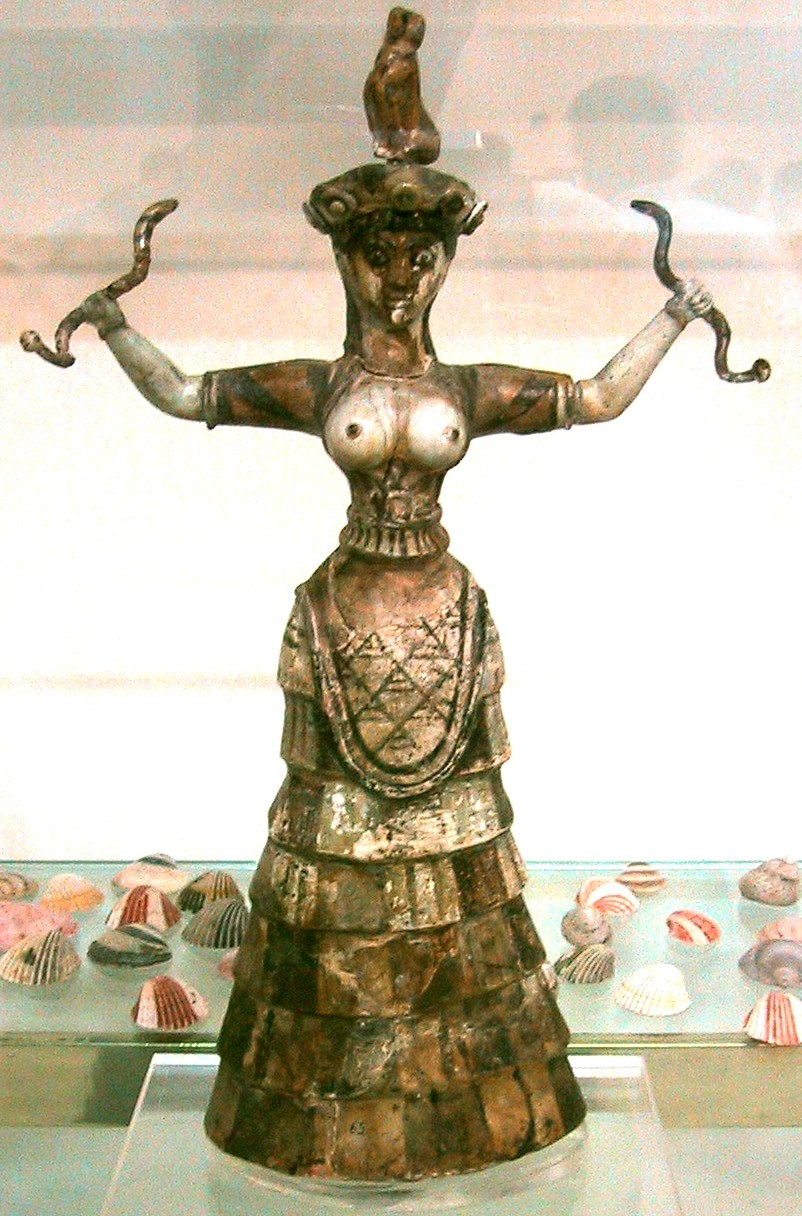
Мала статуетка Богиня зі зміями, Археологічний музей Іракліону

Мінойська цивілізація вважається найдавнішою цивілізацією Європи. Вона існувала на Криті та складалася з чотирьох умовних періодів: допалацовий, протопалацовий, неопалацовий та постпалацовий, в проміжку часу між 3650 роком до н. е. до 1100 року до н. е. З допалацових часів залишилось мало предметів мистецтва, а більшість артефактів, які збереглися, — це кікладські статуетки та фрагменти гончарних виробів. Неопалацовий період був найбагатшим в історії цивілізації, і з цього часу збереглося найбільше артефактів. Однак і з протопалацового періоду значна кількість предметів зберігається в критських музеях. Гончарні вироби — найпопулярніші в протопалацовому періоді (1900—1700 рр. до н. е.) — характеризувались тонкими стінками, тонкими, симетричними формами, витонченими носиками і орнаментами, динамічними лініями. Спонтанність та плинність протопалацового періоду трансформувались в стилізованішу форму мистецтва з відходом від натуралізму в неопалацовий період.
Палаци слугували організаційними, комерційними, мистецькими, релігійними та сільськогосподарськими центрами в критській цивілізації. Критські палаци будувалися без захисних стін та мали центральний двір, довкола якого будували низку будівель. Центральний двір слугував основним місцем зустрічі людей. В палацах були тронні зали, культові кімнати та театри, де люди збиралися по особливих подіях. Частиною мистецького вираження були колони та сходи, вважається що вони слугували як метафоричні елементи. Мінойські палаци були рясно прикрашені живописом (фрески по вологій штукатурці). Живопис характеризувався зображенням фігур з вузькими таліями, в русі та повних життя, яскравими, контрастними кольорами. Донині збереглися поліхромні фрески Принц з ліліями, так звана Парижанка, що прикрашали Кносський палац.
З мінойської скульптури лишилось не багато. Найвідомішим прикладом є Богиня зі зміями, яка зображує богиню або верховну жрицю, що тримає по змії в кожній руці, вдягнену у традиційний мінойський одяг, що закриває все тіло, але лишає груди оголеними.
Ще однією рисою мінойського мистецтва була витончена робота по металу. Митці працювали з імпортованим золотом та міддю та досягли майстерності в таких техніках як лиття по втрачених моделях, тиснення, позолота, чернь та зернь.
Стародавня Греція народила і виховала талановитих художників, скульпторів, архітекторів, політиків, ювелірів, керамістів, ткачів. Парфенон є прикладом давньогрецької архітектури, високо шанованим і сьогодні. Грецьку мармурову скульптуру часто називають вищою формою класичного мистецтва. Живопис по гончарних виробах та кераміці зберігає особливо інформативний погляд на життя суспільства Давньої Греції. Чорнофігурний вазопис та червонофігурний вазопис показує, яким був тогочасний грецький живопис. Деякі відомі давньогрецькі художники по дерев'яних панелях, які згадуються в текстах, — це Апеллес, Зевксіс, однак жодного зразка таких картин не збереглося, лише описи їх сучасників та пізніше римлян. Зевксіс вважається першим, хто використовував техніку сфумато. Відповідно до Плінія Старшого, реалізм його малюнків був таким, що птахи намагалися клювати намальований ним виноград. Апеллеса називали найкращим художником античності за його техніку малювання, яскраві кольори та моделювання.

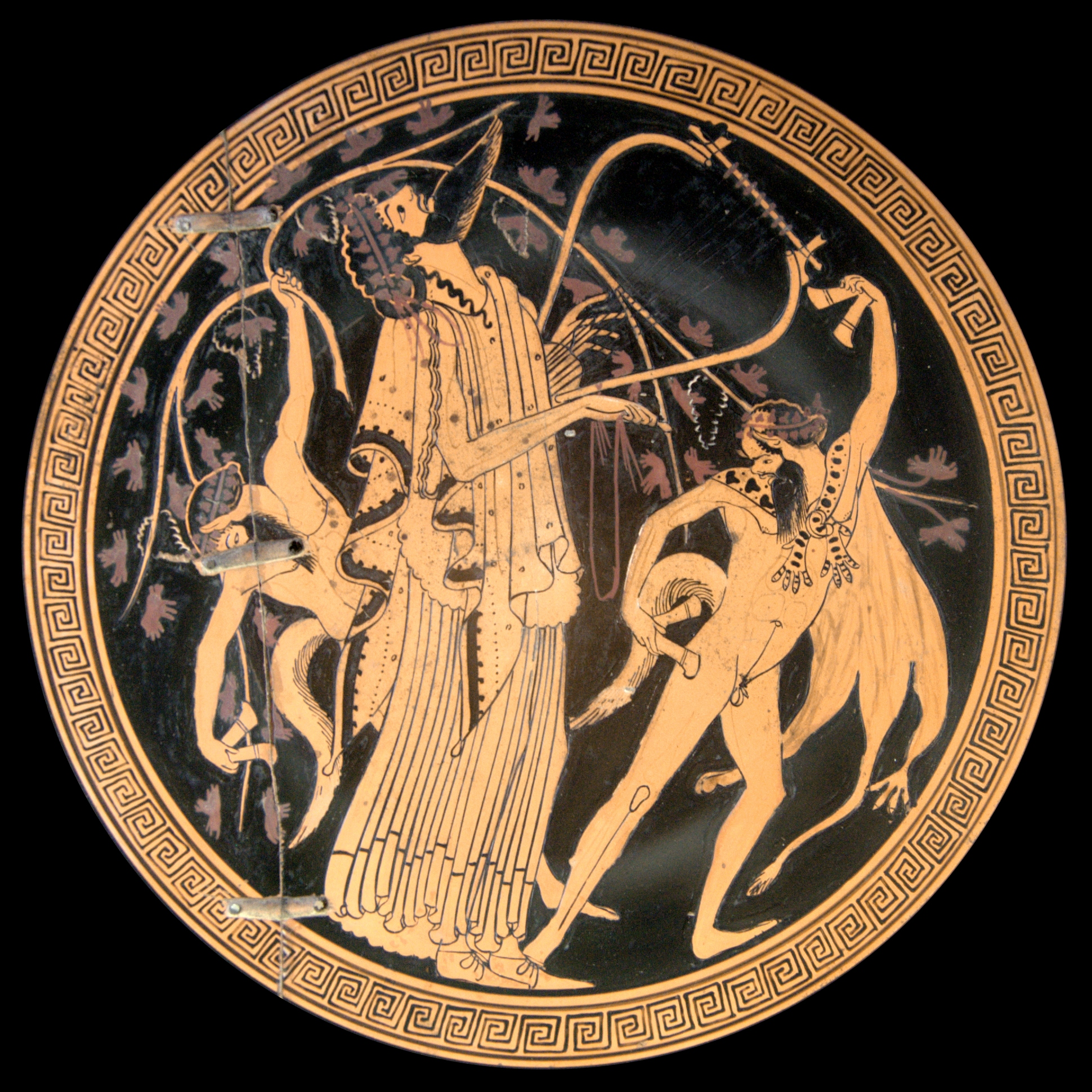
Вазописець Брига. Бог Діоніс і Сатир, тондо кілікса, бл. 480 до нашої ери. Париж, Кабінет медалей
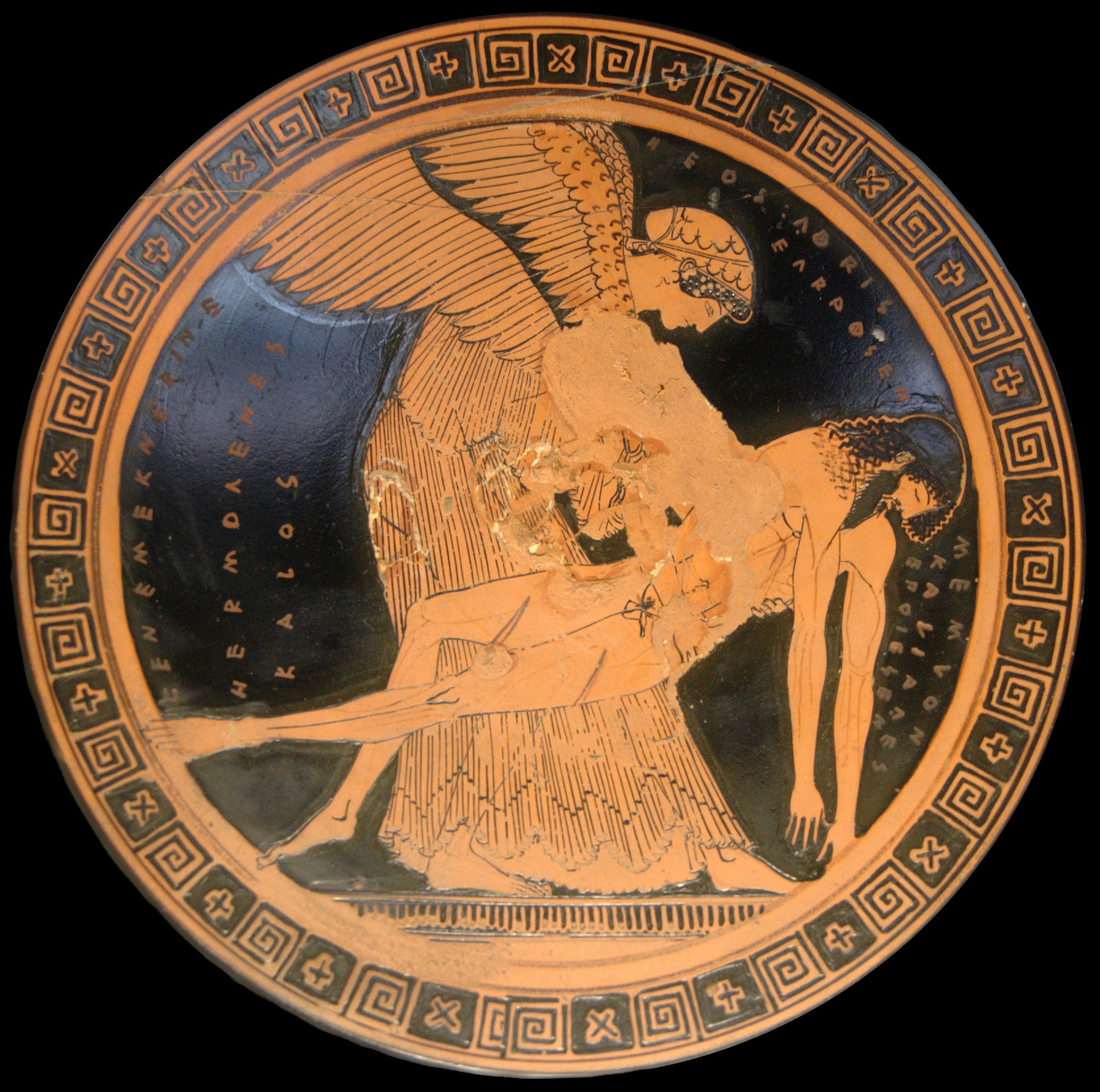
Червонофігурний кілікс Еос оплакує Мемнона, вазописець Дуріс, Лувр
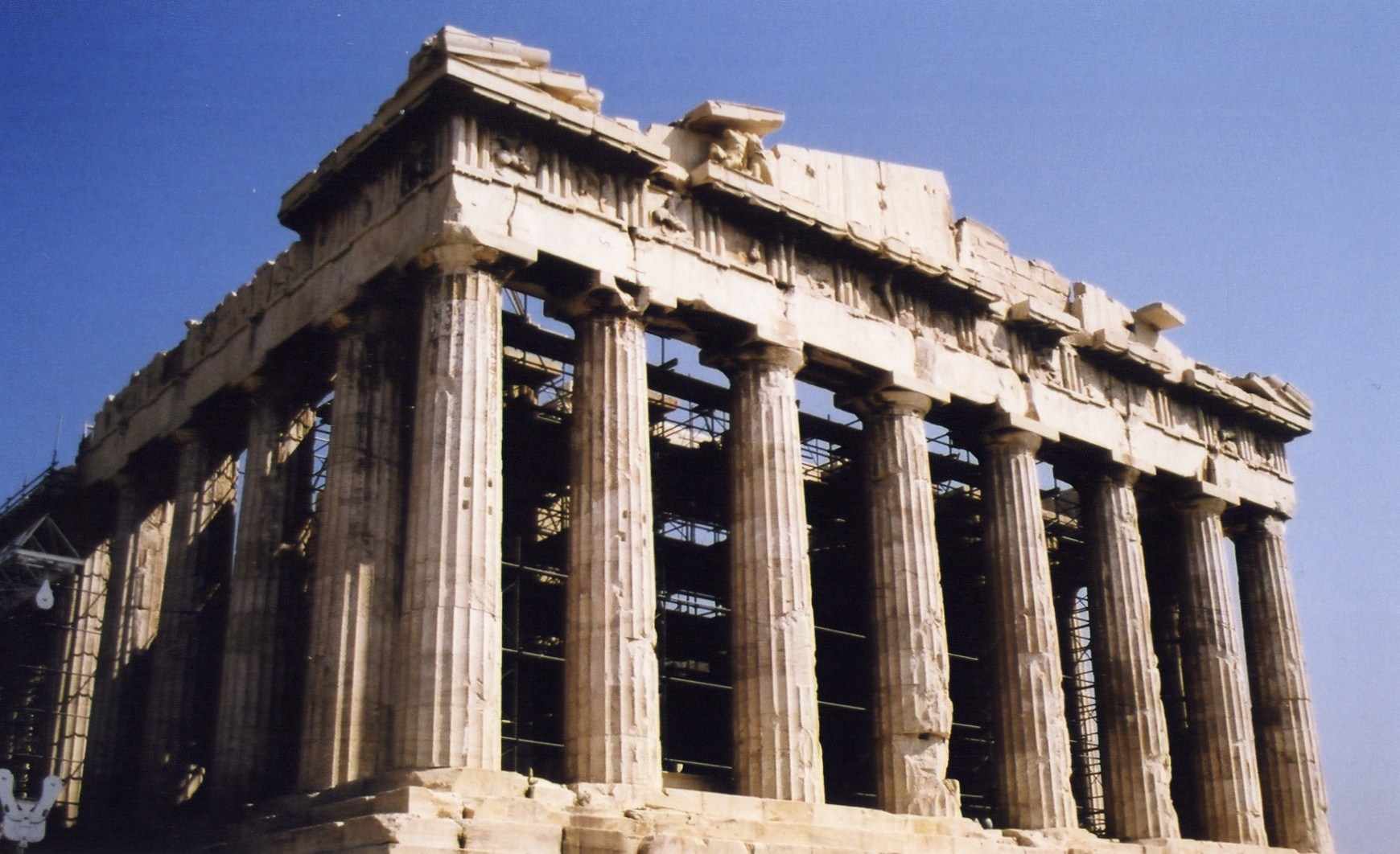
Західний фасад Парфенона, Афінський акрополь
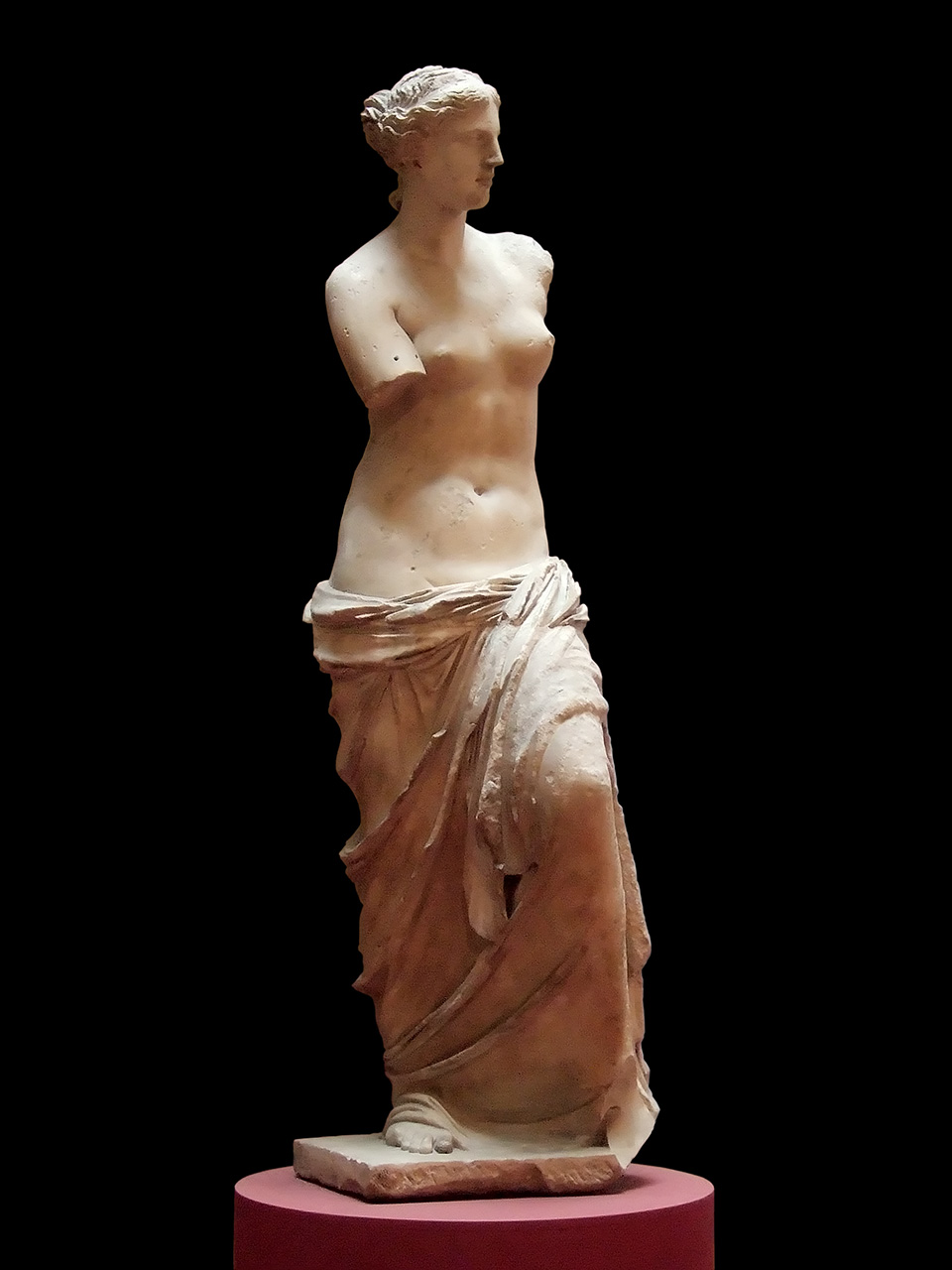
Мармурова Венера Мілоська, Лувр
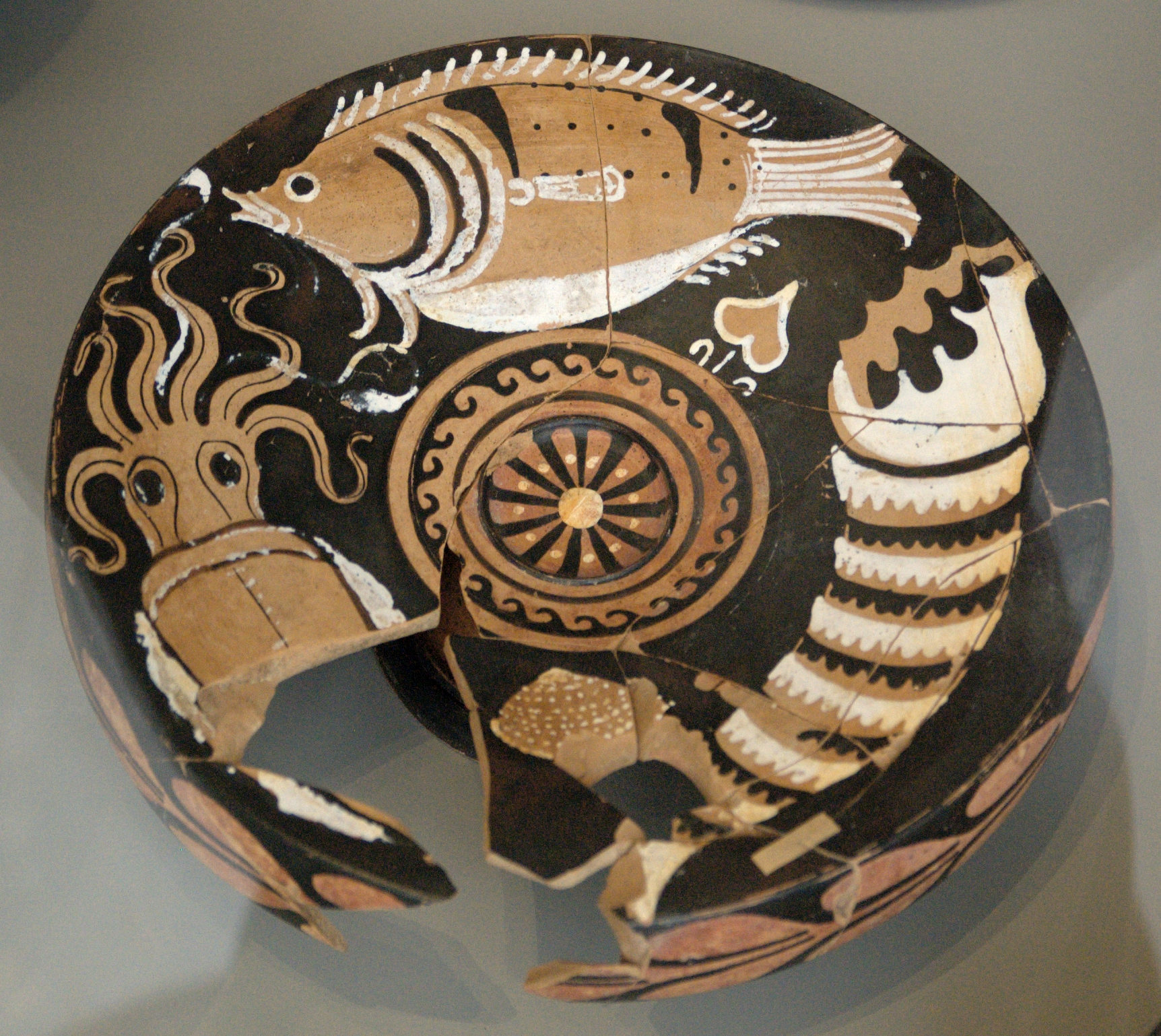
Так звана рибна таріль, Берлін.
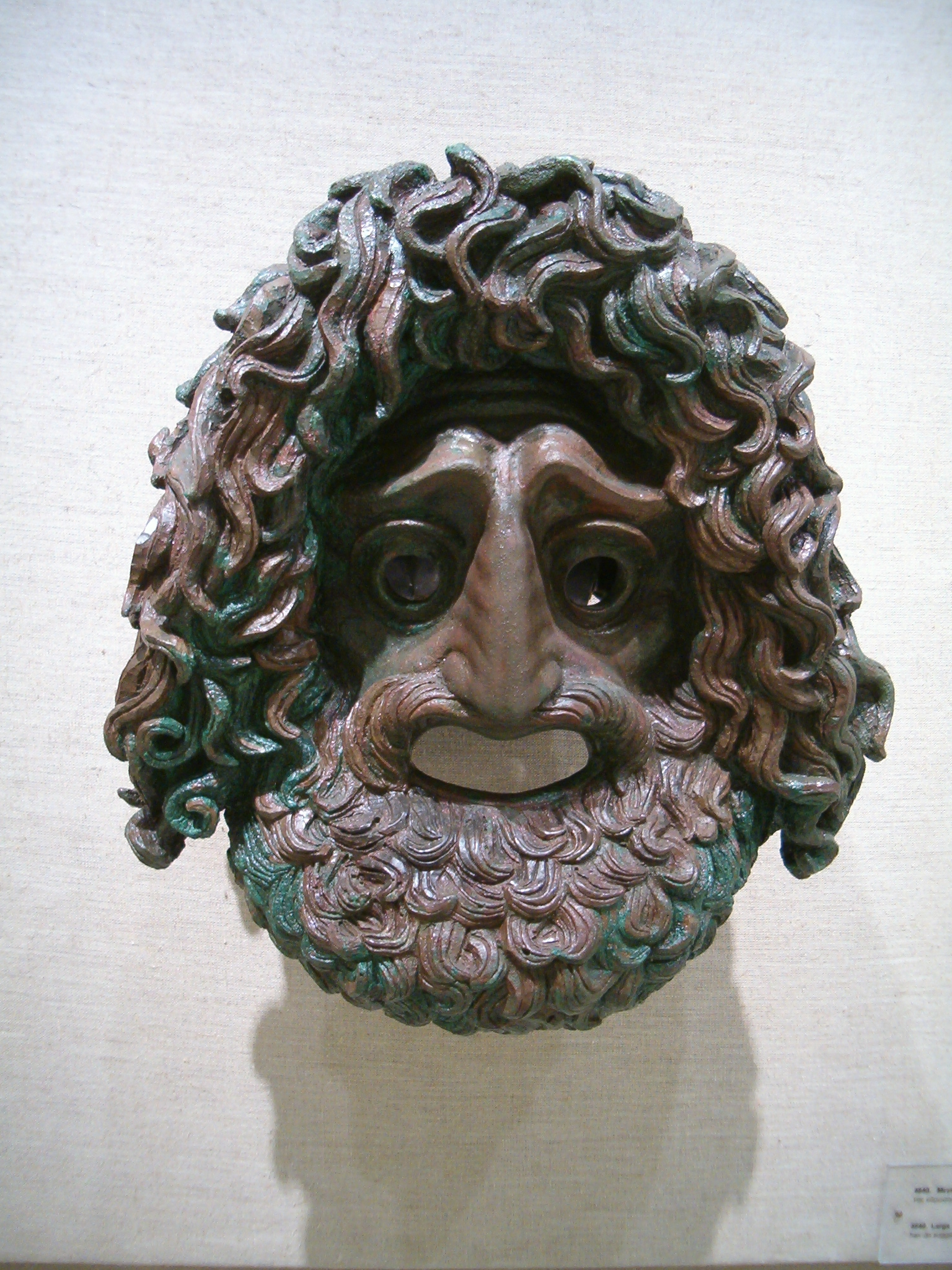
Трагічна маска актора, бронза. Музей в Піреї, Афіни.
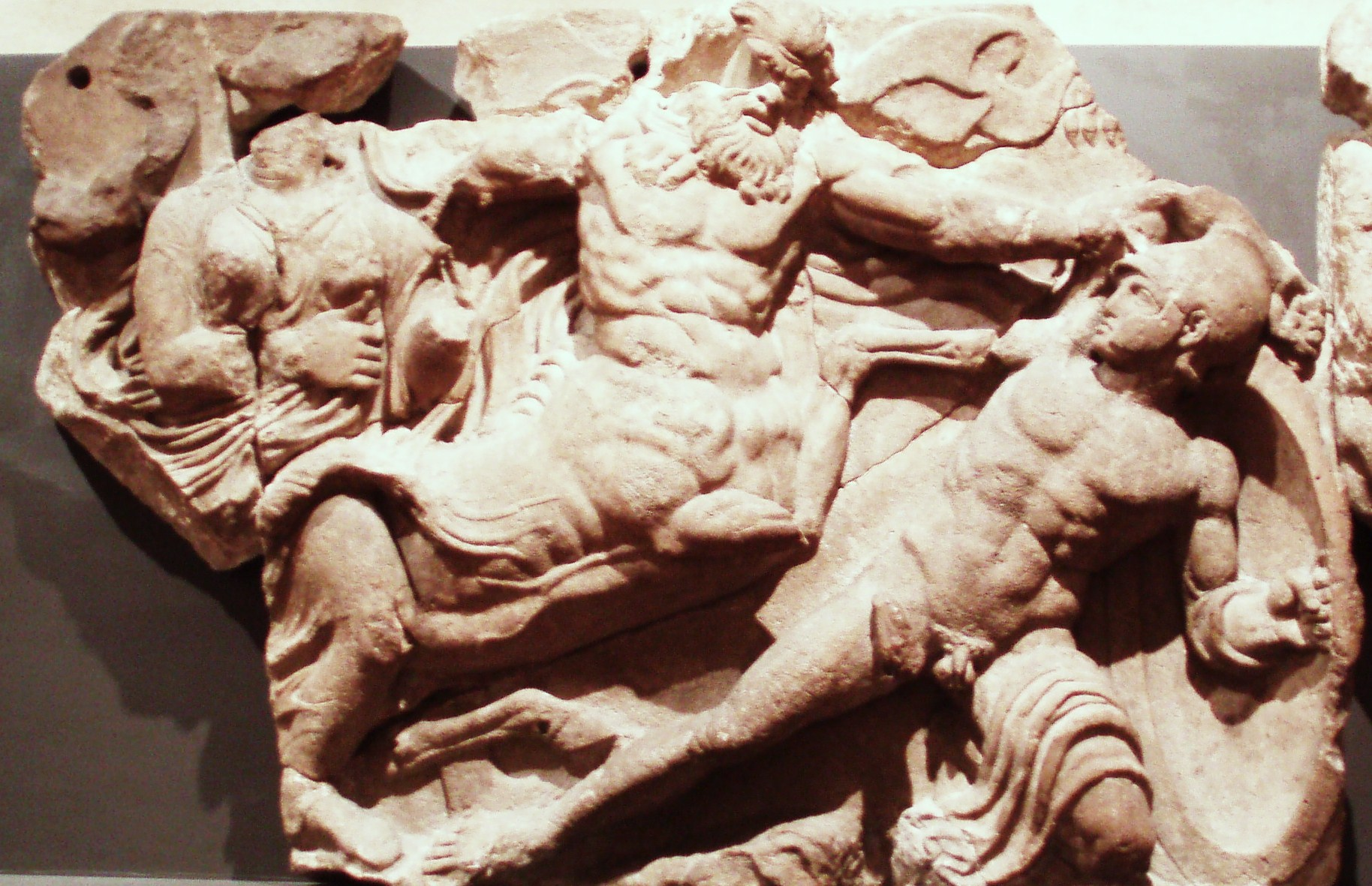
Храм Аполлона в Бассах, рештки фризу. Двобій з кентавром, 420 р. до н.е., Британський музей, Лондон

На давньоримське мистецтво спричинило сильний вплив давньогрецьке, його можна навіть назвати нащадком давньогрецьких живопису та скульптури, однак відчувається і сильний вплив більш місцевого етруського мистецтва. Давньоримська скульптура була переважно зображеннями вищих класів суспільства та богів. Однак давньоримський живопис мав певні унікальні характеристики. Серед живопису, що зберігся, є фрески, багато з вілл у Кампанії (Південна Італія), особливо в похованих Везувієм містах Помпеї, Стабії та Геркуланум. Цей живопис може бути поділений на чотири головні «стилі» або періоди та містить ймовірно перші приклади тромплею, псевдо-перспективи та чистого пейзажу.
Майже єдині мальовані портрети античності, що дійшли до нашого часу, — це значна кількість поховальних портретів бюстового формату, знайдених при розкопках пізньоантичного цвинтаря у Фаюмі та навколишніх містах. Вони свідчать про високу майстерність місцевих майстрів та надзвичайну якість античних портретів. Також збереглася маленька кількість мініатюр з ілюмінованих манускриптів Пізньої Античності, але існує досить велика кількість копій з доби Раннього Середньовіччя. Ранньохристиянське мистецтво зародилось з давньоримського народного, а пізніше імперського, мистецтва та сформувало власну іконографію з цих джерел.

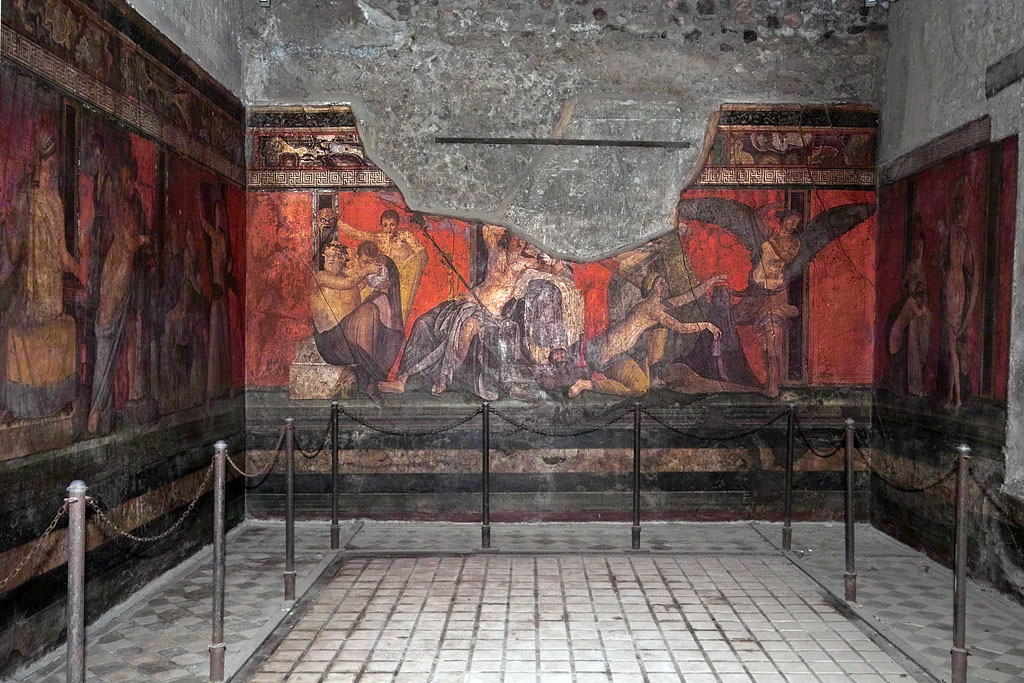
Фрески Вілли містерій, Помпеї
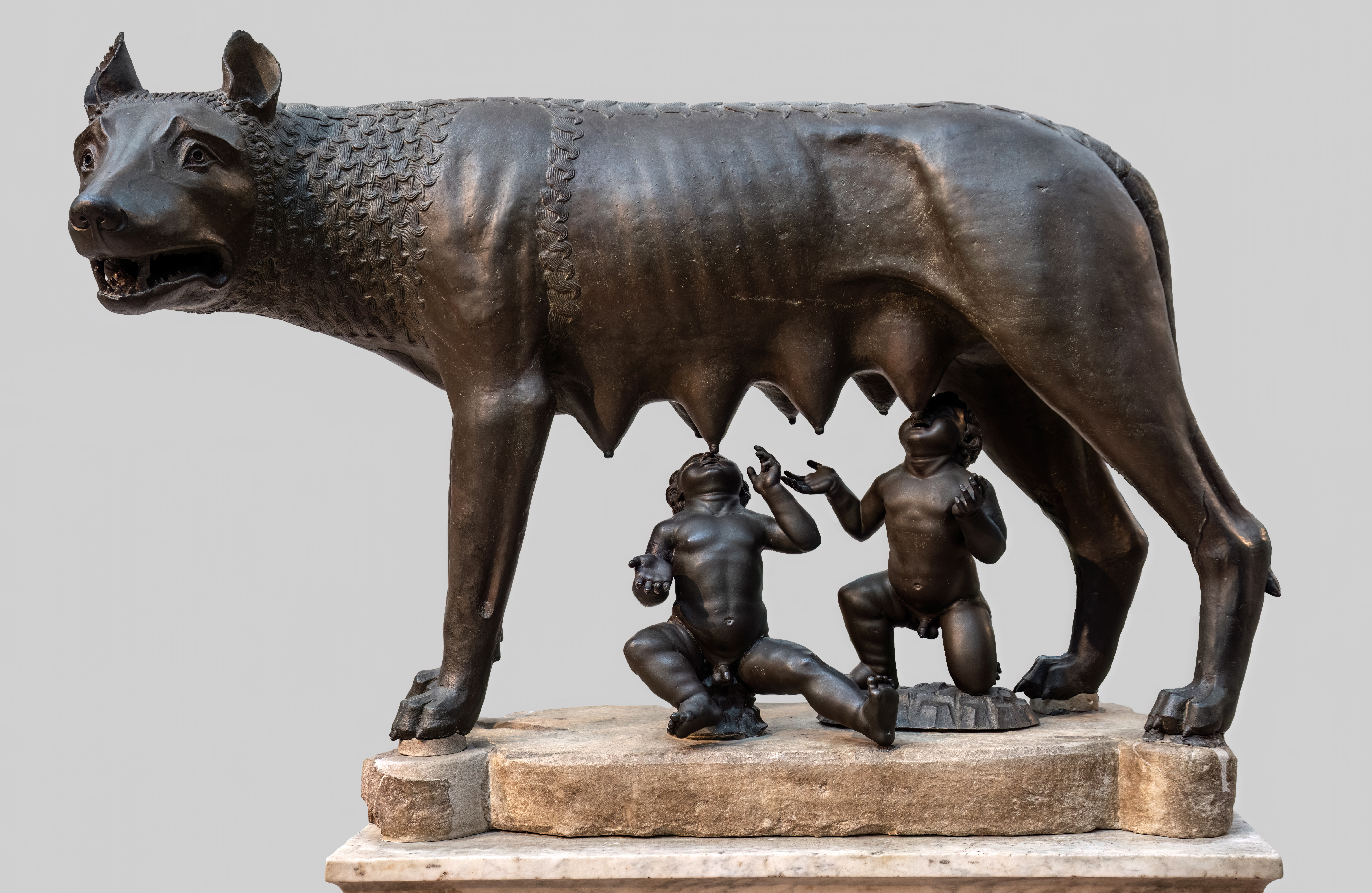
Капітолійська вовчиця — взірець етруської бронзової скульптури
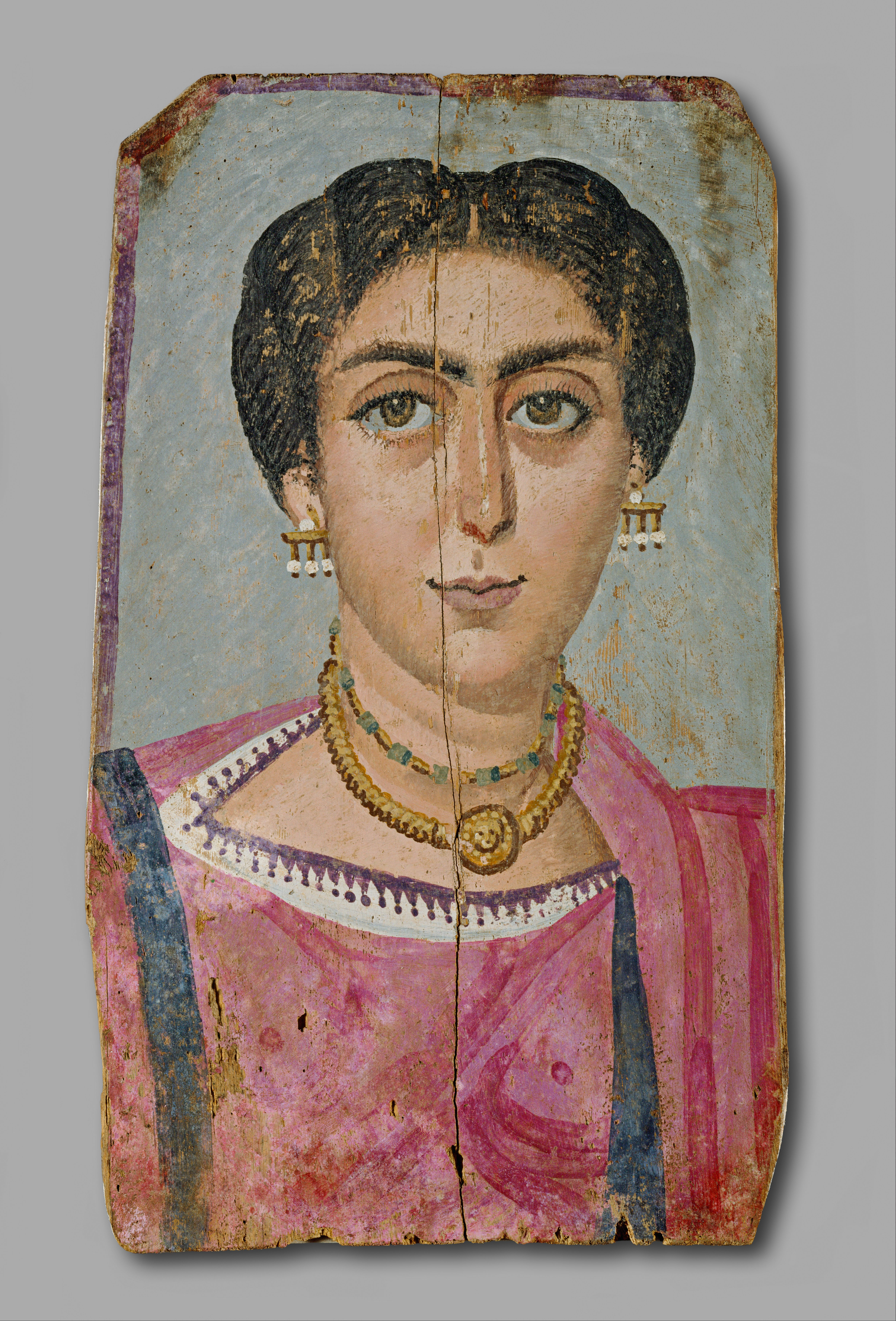
Фаюмський портрет Жінка з намистом, нині Музей історії мистецтв
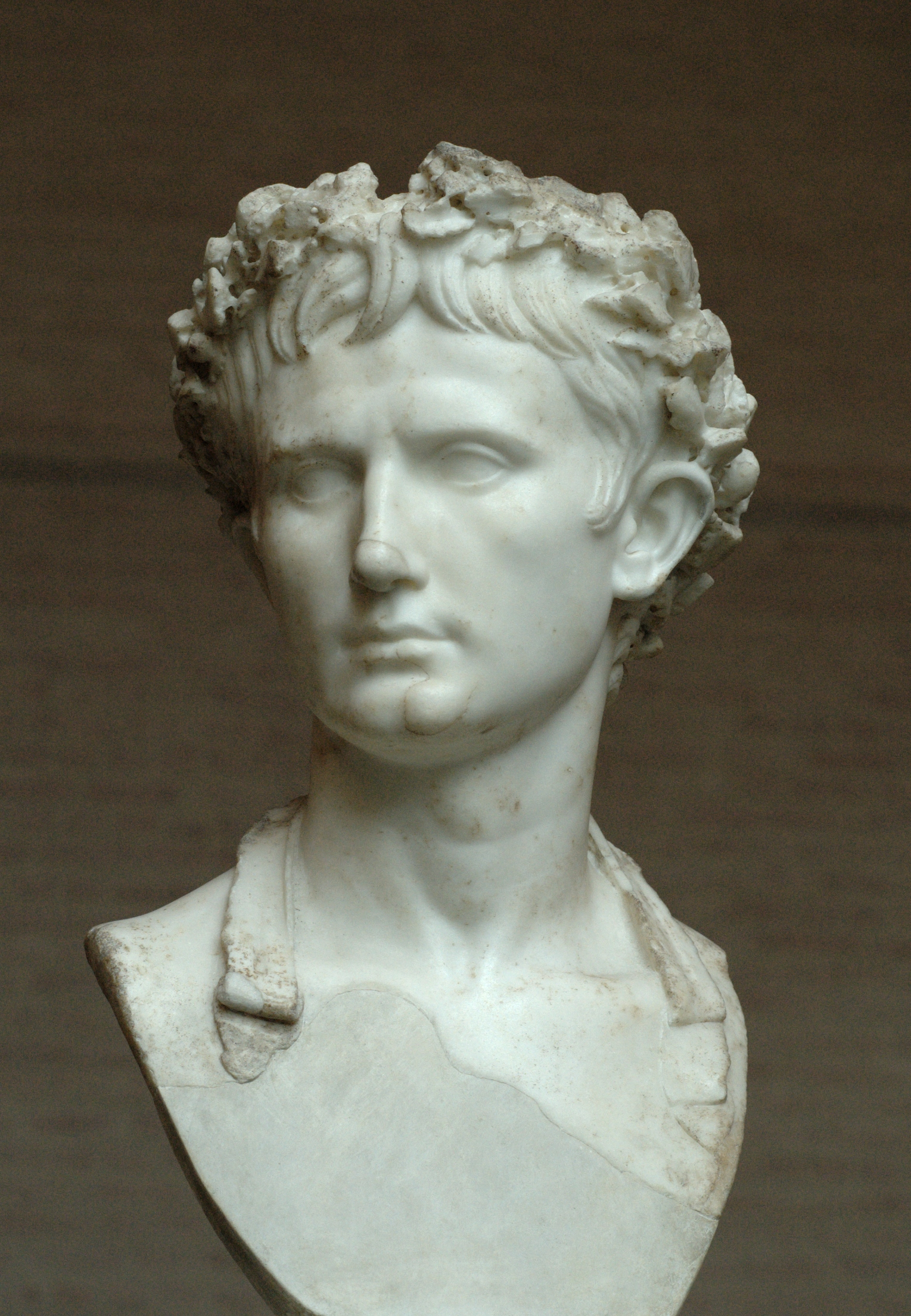
Бюст Октавіана Августа періоду правління, нині Мюнхенська Гліптотека

## Середньовіччя

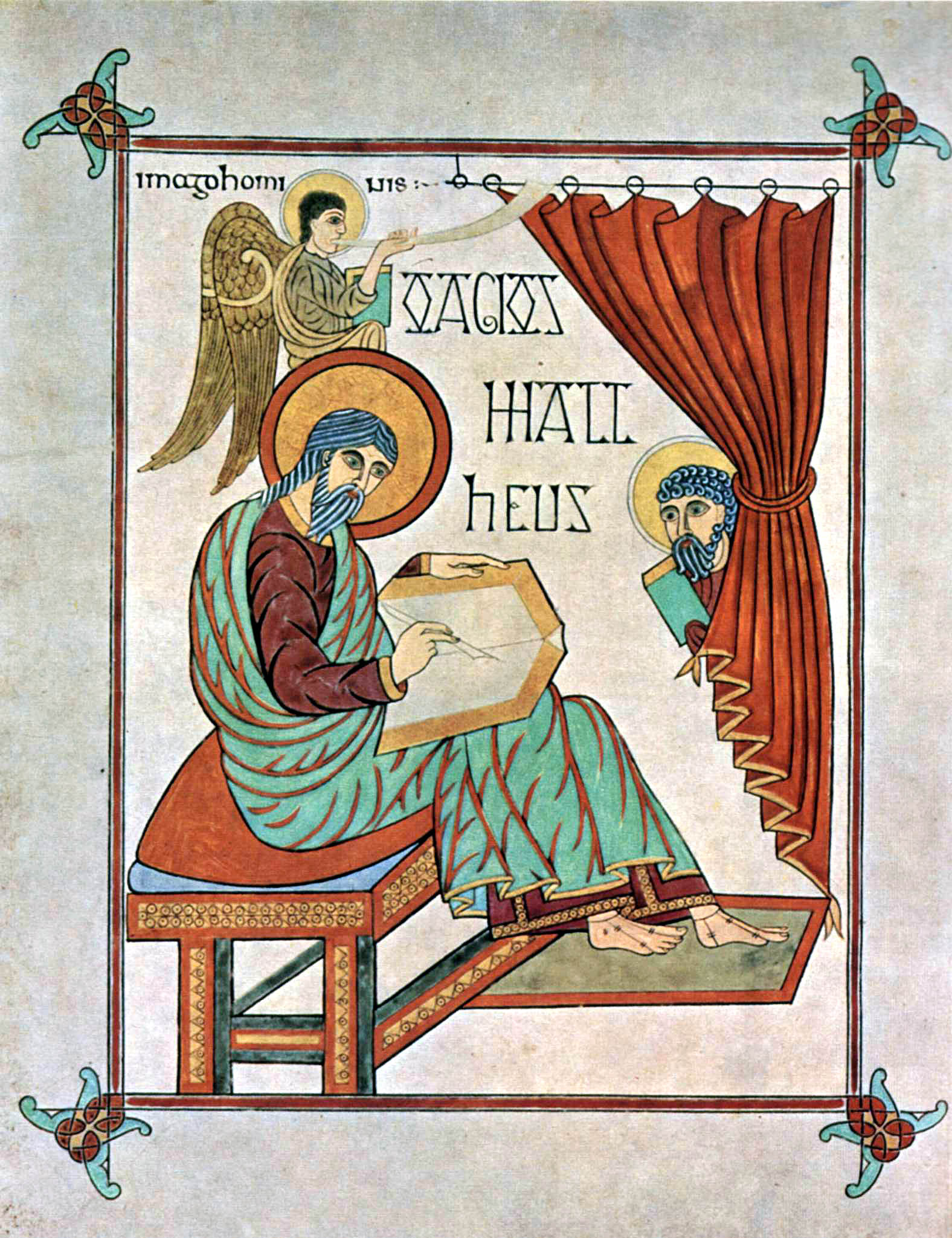
Євангеліст Матвій з Ліндісфарнського євангелія.

Більшість середньовічного мистецтва, яке до нас дійшло, має релігійний фокус, оскільки часто оплачувалось церквою, владними церковними особами, напр. єпископами, спільнотами, напр. монастирями, або багатими приватними світськими покровителями. Багато зразків мало літургічне призначення — напр., процесійні хрести та вівтарні картини.
Одне з центральних питань в історії середньовічного мистецтва — нестача реалізму. Значна частина знань про перспективу в мистецтві та розуміння людської фігури були втрачені з падінням Римської імперії. Ймовірно реалізм не був головних для середньовічних митців, вони насамперед намагались передати релігійне послання, що вимагає чітких іконічних, а не точно виконаних зображень.
Період часу: VI–XV століття

### Візантія
Візантійське мистецтво змішується з так званим мистецтвом раннього християнства до першого періоду іконоборства (730–843), коли більшість мистецтва з зображенням людських фігур було знищена; залишилось так мало, що сьогодні будь-які нові відкриття додають нового розуміння. Після 843 до 1453 року існувала чітка традиція візантійського мистецтва. За якістю матеріалу та роботи це часто найкраще мистецтво Середньовіччя. Центром створення мистецтва був Константинополь. Найвищим досягненням візантійського мистецтва були монументальні фрески та мозаїки всередині купольних церков, більшість з яких втрачені через природні катастрофи та перетворення церков на мечеті.

### Раннє Середньовіччя
Мистецтво періоду міграцій — це загальний термін для позначення мистецтва «варварських» народів, які переселилися на території колишньої Римської імперії в Європі. Кельтське мистецтво в VII–VIII сторіччі злилося з германськими традиціями внаслідок контакту з англосаксами, створивши гіберно-саксонський стиль або острівне мистецтво, яке було впливове протягом Середньовіччя. Меровінзьке мистецтво — це мистецтво франків до бл. 800 року, а його наступник каролінзьке мистецтво поєднало свій погляд на відновлення традицій античності з острівним мистецтвом та розвилось у оттонське мистецтво. Англо-саксонське мистецтво розвилось на Британських островах на зміну острівному. Майже весь живопис того часу зберігся лише в ілюмінованих манускриптах, однак важливими засобами вираження в ту добу були також архітектура, робота по металу та маленькі за розміром різьблення по дереву чи слоновій кістці.

### Романське мистецтво
Романське мистецтво стосується періоду часу від бл. 1000 року до постання Готики в XII сторіччі. Це був період зростання рівня життя, та перший період поширення спільного стилю по значній частині Європи, від Скандинавії до Швейцарії. Романське мистецтво було енергійним та прямим, яскраво розфарбованим та часто дуже складним. Важливим мистецьким виразом стали вітражі та емаль по металу; з'явились більші окремі скульптури, хоча горельєф залишався основною технікою. В архітектурі переважали товсті стіни та закруглені згори вікна та арки, з великою кількістю різьблених орнаментів.

### Готика
Готичне мистецтво — це умовний термін, що залежить від виду мистецтва, місця та часу. Вживання терміну застосовується до готичної архітектури з 1140 року, а от готичний живопис виник бл. 1200 року (точна дата є суперечливою), коли він виділився з романського стилю. Готична скульптура народилась у Франції в 1144 році з перебудовою головної церкви Абатства Сен-Дені та поширилась по всій Європі. В XIII сторіччі готика стала міжнародним стилем, замінивши романське мистецтво. Інтернаціональна готика — це готичне мистецтво від бл. 1360 до 1430 року, після чого готика зливається з мистецтвом Відродження, в різний час в різних місцях. Протягом періоду готики знову важливим стає живопис, на фресках або дошках, а наприкінці періоду виникає новий засіб вираження — графіка. 

## Відродження

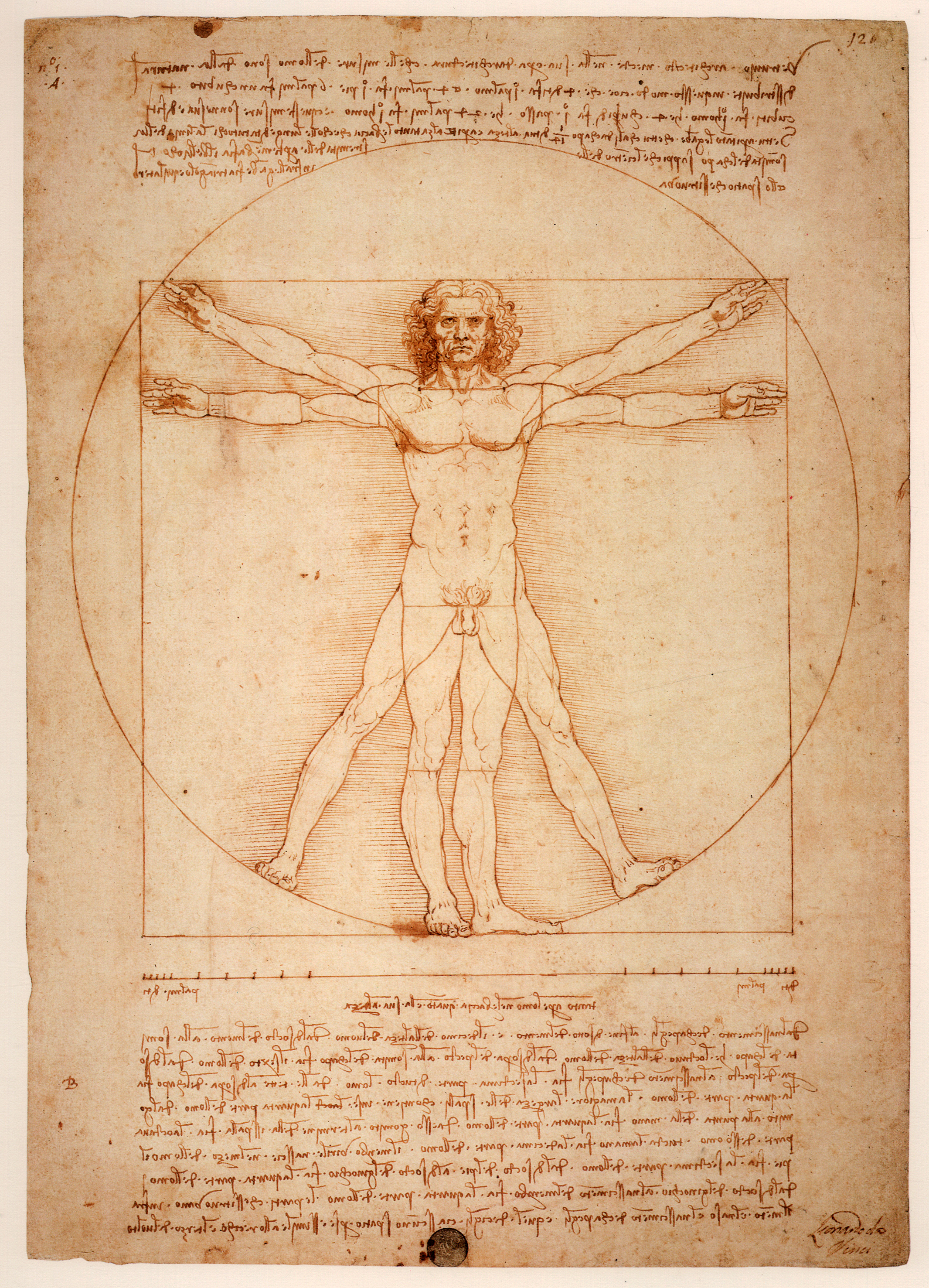
Вітрувіанська людина (Uomo Vitruviano) (бл. 1490) Леонардо да Вінчі. Цей малюнок був натхненний, а потім і названий ім'ям давньоримського архітектора та автора 1 ст. до н. е. Вітрувія та його думки про «ідеальні» пропорції людського тіла, яку можна знайти в його De architectura. Малюнок підкреслює захоплення доби Відродження греко-римською цивілізацією та використання мистецтва Античності, а також пошук Леонардо зв'язку між структурою тіла та природою.

Відродження характеризується фокусом на мистецтві античності (Давніх Греції та Риму), що призвело до багатьох змін як в технічних аспектах живопису та скульптури, так і в їх тематиці. Воно почалось в Італії, території, багатій на давньоримську спадщину, та також на заможних патронів для митців. Під час Відродження художники почали збільшувати реалізм своїх робіт, використовуючи нові техніки в перспективі, таким чином краще демонструючи три виміри. Митці також почали використовувати нові техніки в управління світлом та темрявою, як наприклад контракт тонів у багатьох портретах руки Тіціана та розвиток технік сфумато та кьяроскуро Леонардо да Вінчі. Скульптори також почали віднаходити багато давніх технік, наприклад контрапост. Наслідуючи дух гуманізму того часу, за тематикою мистецтво стало більш світським, додавши до християнських тем зображення міфології. Цей жанр мистецтва часто називають класицизмом Відродження. На півночі від Альп, найважливішим винаходом Відродження було широке використання олійних фарб, що дозволило більше кольорів та їх яскравості.

### Від готики до Відродження
Наприкінці XIII — на початку XIV сторіччя значна частина італійського живопису за стилем все ще була візантійською, особливо Дуччо з Сієни та Чімабуе з Флоренції, а от П'єтро Кавалліні в Римі за стилем був більш готичним.
В 1290 році Джотто почав малювати в манері, менш традиційній і більше заснованій на спостереження природи. Його відомий цикл фресок у капелі Скровеньї, Падуя (ор. 1305 р.) вважається початком стилю Відродження.
Інші художники XIV сторіччя продовжували творити у готичному стилі, серед них значущими можна назвати Сімоне Мартіні та Джентіле да Фабріано.
В Нідерландах, початок використання в живописі олійних фарб замість темпера призвело складності робіт, залежних не від золотих листів та тиснення, а від детального зображення природного світу. В цей період розвинулось мистецтво малювання текстур з максимальним реалізмом. Такі голландські художники як Ян ван Ейк та Гуго ван дер Гус справили значний вплив на живопис Пізньої Готики та Раннього Відродження.

### Раннє Відродження
Ідеї Відродження вперше виникли в місті-державі Флоренція, Італія. Скульптор Донателло повернувся до класичних технік, таких як контрапост, та класичних предметів, таких як окрема оголена скульптура, — його друга скульптура Давида була перша окремо стояча бронзова скульптура оголеної людини, створена в Європі з часів Римської імперії. Скульптор та архітектор Філіппо Брунеллескі для натхнення вивчав архітектурні ідеї давньоримських будівель. Мазаччо покращив такі елементи живопису як композиція, індивідуальні вирази та людська форма для малювання фресок, особливо фресок в капели Бранкаччі, що мають на диво велику елегантність, драму та емоцію.
На диво велика кількість значних митців працювала над різними частинами флорентійського собору Санта-Марія-дель-Фйоре. Купол Брунеллескі був одним з перших дійсно революційних винаходів в архітектурі з часів готичного аркбутану. Донатело створив багато скульптур для собору. Внесок здійснили також Джотто та Лоренцо Гіберті.

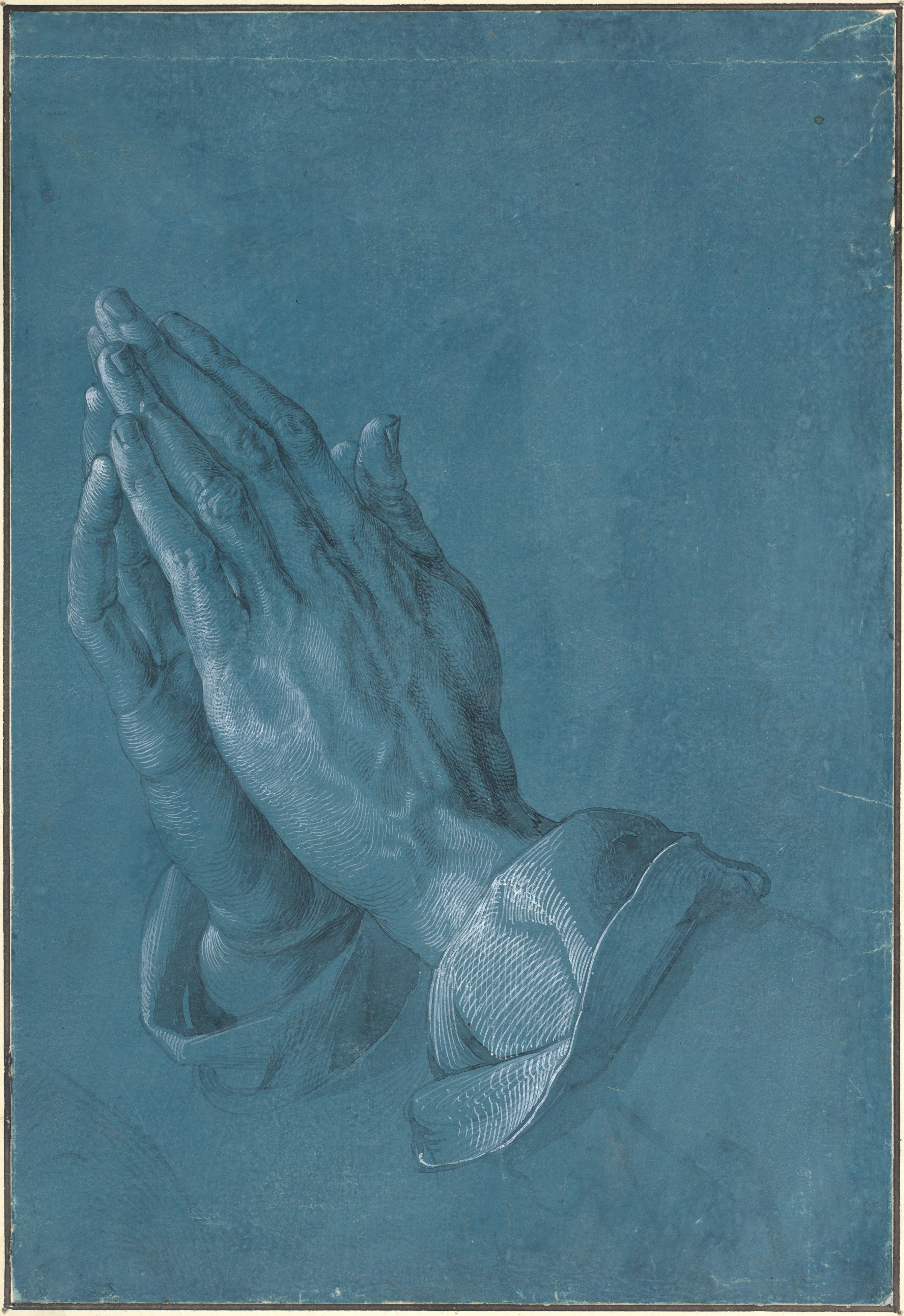
Руки, що моляться (Betende Hände) (бл. 1508), малюнок традиції Північного Відродження, в якій Дюрер був видатною фігурою.

### Високе Відродження
До митців Високого Відродження належать такі фігури як Леонардо да Вінчі, Мікеланджело Буонарроті та Рафаель Санті.
Митецький розвиток в Італії XV сторіччя (наприклад, інтерес до систем перспективи, зображення анатомії, класичних скульптур) зріс протягом 16-го сторіччя, через що XV сторіччя іменують «Раннім Відродженням», а XVI — «Високим Відродженням». Хоча ніякий окремий стиль не характеризує Високе Відродження, найбільше з цим періодом асоціюються Леонардо да Вінчі, Рафаель, Мікеланджело та Тіціан, чиї роботи демонструють дивовижну майстерність, технічну та естетичну. Митці Високого Відродження створили роботи такого впливу, що покоління митців в наступні століття звертались до цих робіт для навчання.

### Північне мистецтво перед та в періоді Відродження
Ранній нідерландський живопис розробив (але не винайшов) техніку олійного живопису, яка дозволяла більший контроль у малюванні дрібних деталей реалістичного вигляду — Ян ван Ейк (1366–1441) був важливим у переході від ілюмінованих манускриптів до станкового живопису.
Ієронімус Босх (1450?–1516), голландський художник, — інша важлива фігура в Північному Відродженні. Його картини містили релігійні сюжети в поєднанні з гротескними фантазіями, яскравими образами та народними легендами.
Альбрехт Дюрер приніс стиль Італійського Відродження до Німеччини наприкінці XV сторіччя та був основною фігурою мистецтва Німецького Відродження.
Період часу:
- Італійський Ренесанс: Кінець XIV — початок XVI сторіччя
- Північний Ренесанс: XVI сторіччя

## Маньєризм, бароко та рококо
В європейському мистецтві класицизм Відродження породив два різні рухи — маньєризм та бароко.
Маньєризм, реакція проти ідеального перфекціонізму класицизму, використовував викривлення світла та просторових рамок з метою підкреслення емоційної складової картини та емоцій художника. Роботи Ель Греко є особливо яскравим прикладом маньєризму в малюванні наприкінці XVI — початку XVII сторіччя. Північний маньєризм розвивався довше та був переважно стилем у другій половині XVI сторіччя.
Бароко підняло образотворчість Відродження на нові висоти, підкреслюючи в своїх пошуках краси деталі, рухи, освітлення та драматизм. Найвідомішими художниками бароко є Караваджо, Рембрандт, Пітер Пауль Рубенс та Дієго Веласкес. З північних традицій реалізму в XVII сторіччі розвилось зовсім інше мистецтво — золота доба голландського живопису, де було дуже мало релігійного живопису та мало історичного живопису, натомість воно справило важливу роль на розвиток світських жанрів, таких як натюрморт, жанрове малярство повсякденного життя та пейзаж. Тому хоча барокова природа творчості Рембрандта не викликає сумнівів, це стиль менше використовують для опису творчості Яна Вермера та багатьох інших нідерландських художників. Живопис Фландрії частково поділяв цей тренд, однак продовжував створювати картини і в традиційній тематиці.
Бароко часто розглядають як частину Контрреформації — художній елемент відродження духовного життя в римо-католицькій церкві. Також, наголос барокового мистецтва на величі та пишноті вважається абсолютистським за природою. В рамках барокового контексту широко досліджувались релігійні та політичні теми, і в картинах і в скульптурах були присутні сильні елементи драми, емоції та театральності. До відомих барокових митців належать Караваджо та Рубенс. Барочне мистецтво за природою було особливо багате та складне, часто використовуючи глибокі, теплі кольори з темними напівтонами. Помпа та пишнота були важливими не лише для мистецтва бароко, а й для всього стилю в цілому, що засвідчується словами Людовика XIV: «Я є втілена велич»; багато барокових митців служили королям, які намагалися реалізувати цю мету. В багатьох аспектах барочне мистецтво схоже на мистецтво Відродження; цікаво, що термін «бароко» спершу вживали у негативному сенсі для позначення постренесансного мистецтва та архітектури, що було позбавлене смаку та надміру сентиментальне. Мистецтво бароко можна вважати складнішою та драматичною ре-адаптацією мистецтва пізнього Відродження.
На початку 18-го сторіччя барочне мистецтво почало виходити з моди, оскільки багато вважали його занадто суворим та мелодраматичним, і воно розвилось в рококо, що виникло у Франції. МИстецтво рококо було ще складнішим за мистецтво бароко, але менш серйозним та більш грайливим. Де бароко використовувало глибокі, сильні кольори, рококо використовувало пастельні, кремові. Митці більше не робили наголос на темі релігії чи політики, натомість фокусуючись на легших темах, як от кохання та оспівування природи. Мистецтво рококо також контрастувало з бароко в тому, що часто відмовлялось від симетрії на користь асиметричніших форм, а також шукало натхнення у мистецьких формах та орнаментах Далекого Сходу. Це спричинило зростання популярності порцелянових фігурок та шинуазрі в цілому. Деякий час протягом 18-го сторіччя рококо бурхливо розвивалось, однак досить швидко вийшло з моди, оскільки багато вважали його позбавленим смаку та легковажним, що надає перевагу естетиці над змістом. В багатьох аспектах неокласицизм виник як противага рококо, головним з яких була відраза до легковажних якостей останнього.
Період часу:
- Маньєризм: XVI сторіччя
- Бароко: початок XVII — початок/середина XVIII сторіччя
- Рококо: середина XVIII сторіччя

## Неокласицизм, романтизм, академізм та реалізм

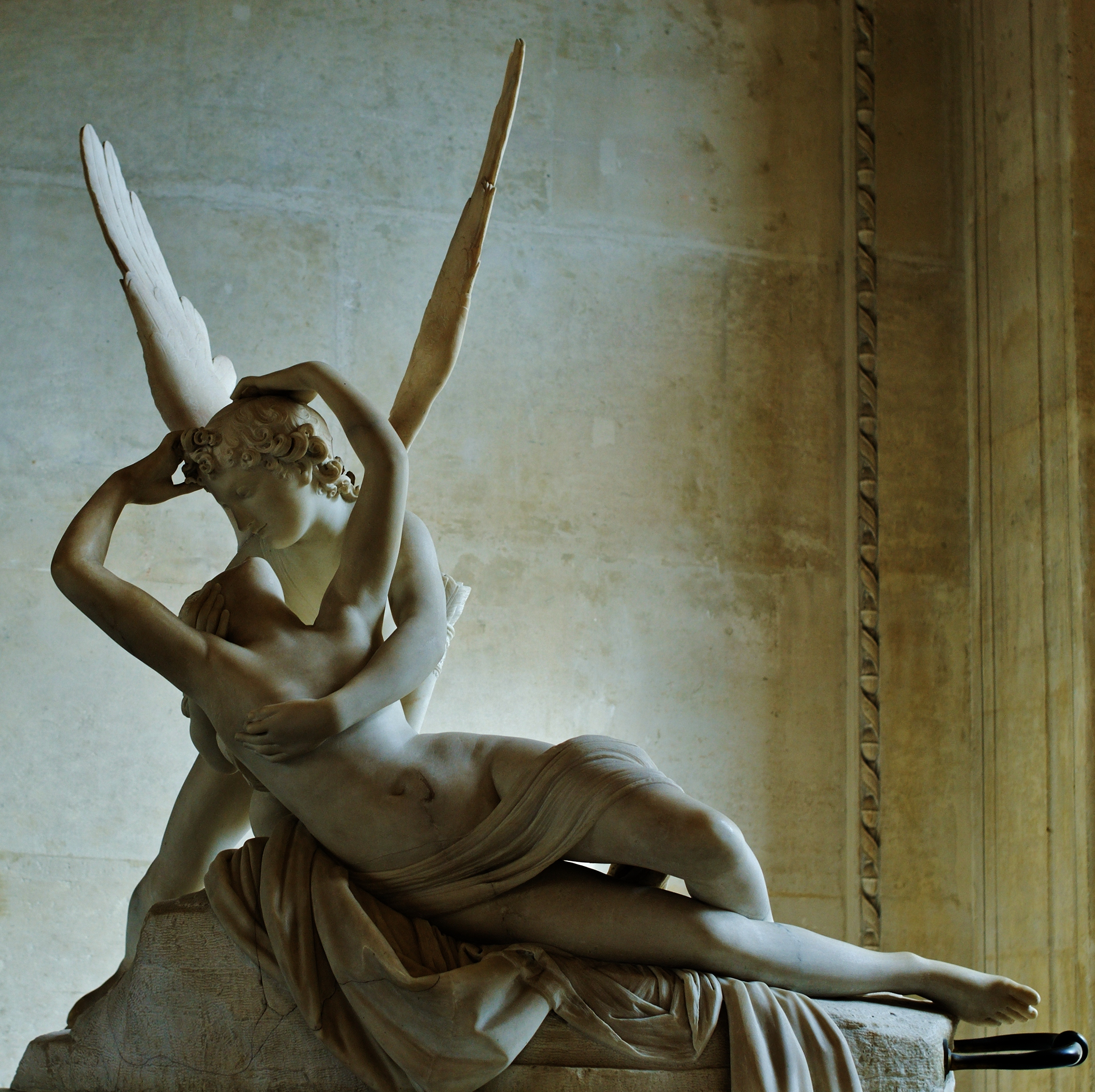
Неокласичне мистецтво характеризувалось наголосом на простоті, порядку та ідеалізмі, та отримувало натхнення з різних античних тем.

Виникнувши як противага рококо, неокласицизм зневажав рококо за, як він вважав, поверхневість та фривольність, та бажав повернення до простоти, порядку та 'пуризму' класичної античності, особливо Давньої Греції та Риму. На стиль також частково вплинув Ренесанс, який сам перебував під сильним впливом античного мистецтва. Неокласицизм був мистецьким компонентом інтелектуального руху відомого як Просвітництво; Просвітництво було ідеалістичним та робило наголос на об'єктивності, доводах та емпіричній правді. Неокласицизм широко поширився по Європі протягом 18-го сторіччя, особливо у Великій Британії, де в цей час було побудовано ряд видатних неокласичних архітектурних об'єктів; захоплення неокласицизму античністю видно по популярності в цей період гран-турів, коли багаті аристократи подорожувати до античних руїн в Італії та Греції. Однак, визначальним момент неокласицизму прийшов з Великою французькою революцією наприкінці XVIII сторіччя; в Франції рококо було замінено неокласицизмом, як серйознішим стилем. В багатьох аспектах, неокласицизм можна розглядати не лише як мистецький стиль, а й як політичний та культурний рух. Поширені теми творів неокласицизмі — хоробрість та війна, також широко використовували і в античній Греції та Римі. Найвідомішими неокласицистами були Енгр, Канова та Жак-Луї Давід.
Як маньєризм відкинув класицизм, так і романтизм відкинув ідеї Просвітництва та естетику неокласицизму, його високо-об'єктивну та упорядковану природу, та натомість визнавав індивідуальніший та емоційніший підхід до мистецтва. Романтизм робив наголос на природі, особливо на зображенні сили та краси природного світу, та на емоціях, та шукав особливо персонального підходу до мистецтва. Мистецтво романтизму було про індивідуальні почуття, а не про загальні теми, які неокласицизмі; і митці часто використовували кольори для передачі почуттів та емоцій. Схоже з неокласицизмом, за натхненням романтизм звертався античного грецького та римського мистецтва та міфології, одна на відміну від нього, це натхнення використовували переважно для створення символізму та уявних образів. Романтичне мистецтво також запозичило багато зі своїх естетичних якостей з середньовічного та готичного мистецтва, а також з міфології та фольклору. Серед найзначущіших представників романтизму такі художники як Ежен Делакруа, Франсіско-Хосе де Гойя, Вільям Тернер, Джон Констебл, Каспар Давид Фрідріх, Томас Коул та Вільям Блейк.
Більшість художників того часу намагалися зайняти центральну позицію та поєднати різні риси неокласицизму та романтизму. Однак у Французькій академії підхід був іншим, що призвело до виникнення академізму. Адольф Вільям Бугро вважається головним представником цього напряму в мистецтві.
На початку 19-го сторіччя, індустріалізація почала радикально змінювати обличчя Європи. Бідність, злидні та розпач стали долею нового робітничого класу, створеного внаслідок промислової революції. Як реакція на ці зміни у суспільстві, виник стиль реалізму. Він намагався точно передати умови та тяготи бідних в надії змінити суспільство. На відміну від романтизму, який був в цілому оптимістичний щодо людства, реалізм пропонував важке видіння бідності та розпачу; так де романтизм оспівував природу, реалізм зображував життя в урбаністичній пустелі. Як і романтизм, реалізм був не лише мистецьким, а й літературним стилем. Окремі видатні художники реалізму: Шарден, Гюстав Курбе, Жан-Франсуа Мілле, Каміль Коро, Оноре Дом'є, Едуар Мане, Едґар Деґа (обидва часто вважаються імпресіоністами, хоча перший працював в обох стилях, а другий взагалі заперечував, що він імпресіоніст та вважав себе реалістом) та Томас Ікінс.
На відміну від іншого мистецтва, в архітектурі реакцією на індустріалізацію був ухил в сторону історизму. Хоча залізничні станції, побудовані в цей період, часто вважаються справжнім відображенням його духу — деколи називаються «соборами тої доби» — протягом доби Індустріалізації основні рухи в архітектурі були відновленнями стилів далекого минулого, наприклад неоготика. Схожими рухами були прерафаеліти, які намагалися повернути мистецтво до його стану «чистоти» до Рафаеля, та Рух мистецтв і ремесел, який протестував проти безособовості продукції масового виробництва та ратував за повернення до середньовічного ремісництва.
Період часу:
- Неокласицизм: перша половина XVIII сторіччя — початок XIX сторіччя
- Романтизм: кінець XVIII сторіччя — середина XIX сторіччя
- Реалізм: XIX сторіччя

## Мистецтво модерну

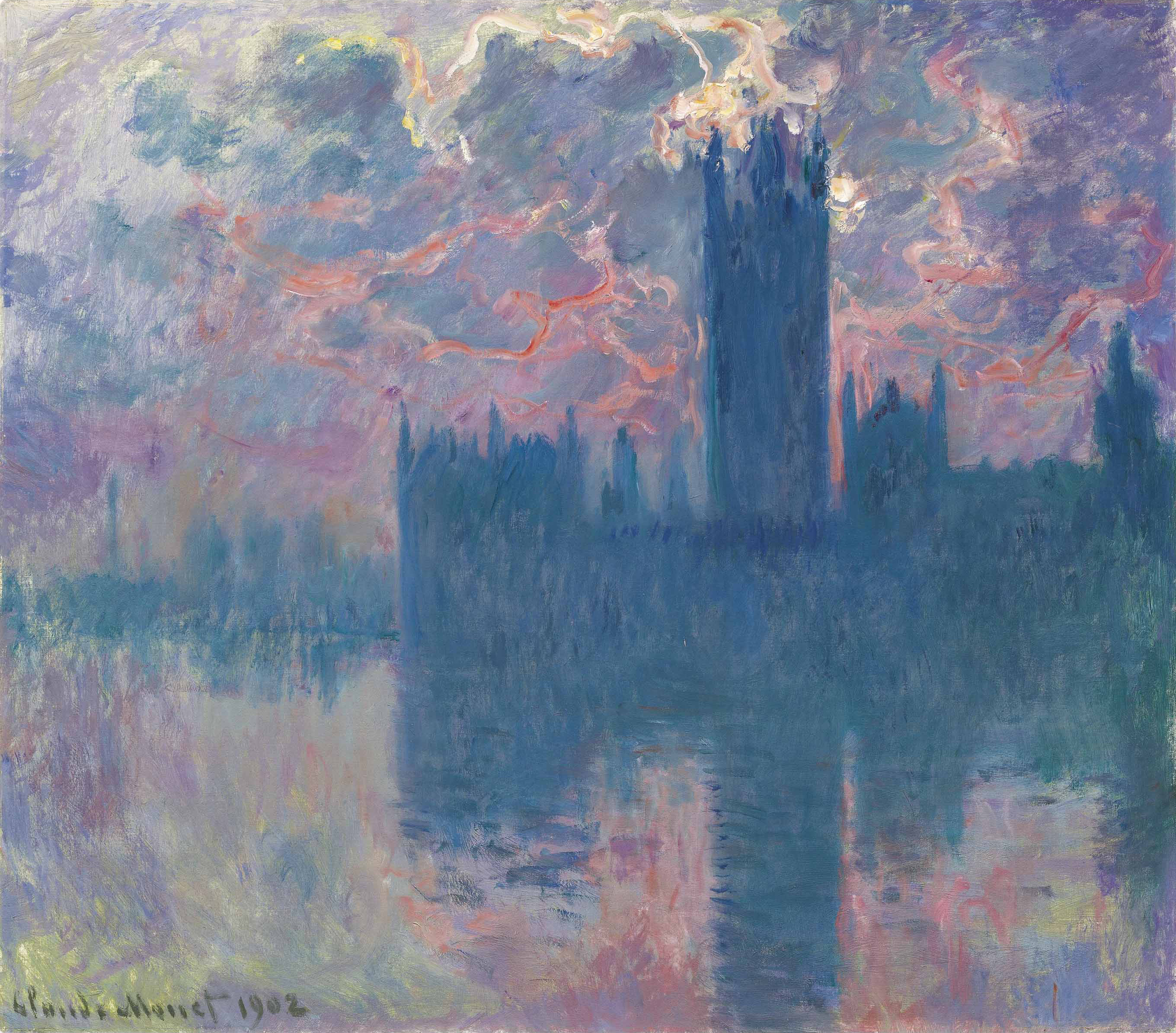
Імпресіонізм був відомий використанням в картинах світла та руху

З натуралістичної етики реалізму виріс значний мистецький стиль — імпресіонізм. Імпресіоністи були першими, хто почав використовувати світло у живописі, намагаючись передати його так, як бачить людське око. Едґар Деґа, Едуар Мане, Клод Моне, Каміль Піссарро та П'єр-Огюст Ренуар були прихильниками імпресіонізму. Прямим результатом розвитку імпресіонізму став постімпресіонізм. Найвідоміші постімпресіоністи — Поль Сезанн, Вінсент ван Гог, Поль Ґоґен, Жорж Сера.
За імпресіоністами та постімпресіоністами прийшов фовізм, що часто вважається першим «модерним» жанром мистецтва. Так само, які імпресіоністи провели революцію у світлі, так і фовісти переосмислили колір, наносячи на свої полотна живі, дикі відтінки. Після фовістів почався розвиток власне мистецтва модерну у всіх його формах від експресіонізму, з його завданням провокувати емоції витворами мистецтва, до кубізму, мистецтва транспонування тривимірної реальності на пласку канву, до абстракціонізму. Ці нові форми мистецтва тиснули на традиційні поняття «мистецтва» та відповідали схожим швидким змінам у суспільства, технології та думці.
Сюрреалізм часто також вважається формою мистецтва модерну. Однак самі сюрреалісти заперечували вивченню сюрреалізму як ери в історії мистецтва, стверджуючи, що це занадто спрощує складність руху (який на їх думку не є мистецьким рухом), неправильно представляє стосунки сюрреалізму з естетикою та хибно характеризує сюрреалізм як закінчену, історично законсервовану еру.
Інші форми мистецтва модерну (деякі з яких межують з сучасним мистецтвом) включають:
- Абстрактний експресіонізм
- Ар Деко
- Ар Нуво
- Баухаус
- Живопис кольорового поля
- Концептуальне мистецтво
- Конструктивізм
- Кубізм
- Дадаїзм
- Синій вершник
- De Stijl
- Міст (артгурт)
- Бодіарт
- Експрессіонізм
- Фовізм
- Флуксус
- Футуризм
- Гепенінг
- Сюрреалізм
- Летризм
- Лірична абстракція
- Лендарт
- Мінімалізм
- Наївне мистецтво
- Оп-арт
- Перформанс
- Фотореалізм
- Попарт
- Супрематизм
- Відео-арт
- Вортіцизм

Період часу: перша половина 20-го сторіччя

## Сучасне мистецтво (контемпорарі) та постмодернізм

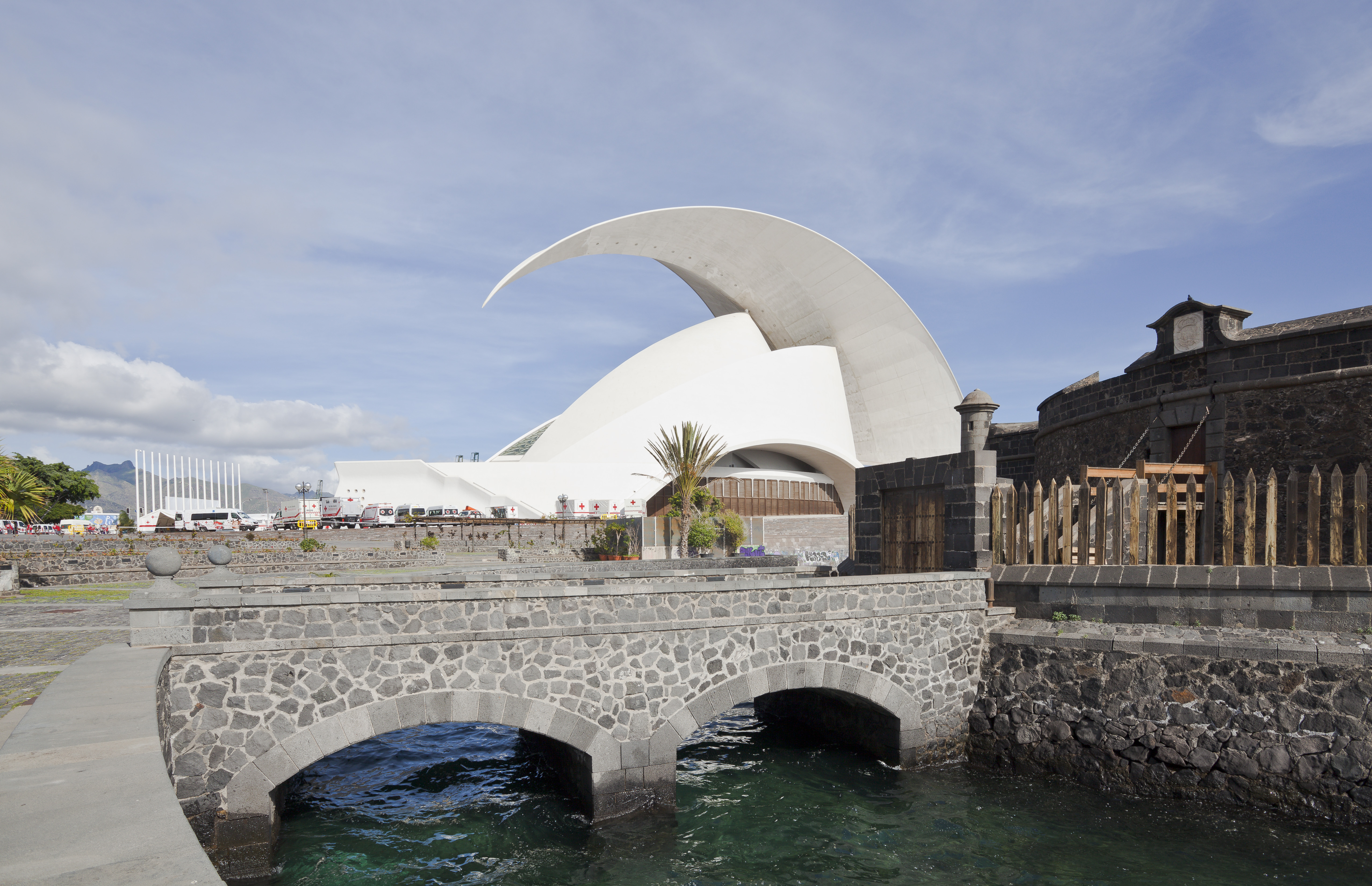
Архітектор Сантьяго Калатрава. Театр Аудиторіо-де-Тенерифе.

Мистецтво модерну породило декілька характеристик того, що пізніше було визначене як мистецтво постмодерну; тому, декілька рухів модерну часто класифікуються і як модерн, і як постмодерн, напр. поп-арт. Зокрема, мистецтво постмодерну робить сильний наголос на іронії, пародії та гумор в цілому; модерн розпочав розвиток іронічнішого підходу до мистецтва. В посмодерні спостерігається розмиття кордонів між високим образотворчим мистецтвом та мистецтвом нижчого рівня та комерційним мистецтвом, але започаткував експерименти з таким розмиттям модерн.
Відносно нещодавні тенденції в мистецтві призвели до суттєвого розширення поняття мистецтва, в частині матеріалів, засобів, діяльності та концепції. Зокрема, сильний вплив мало концептуальне мистецтво. Воно почалося буквально як заміна концепції для створеного об'єкту, однією з цілей якої була відмова від коммодіфікації мистецтва. Однак тепер це звичайно визначається як мистецька робота, де об'єкт присутній, але основна частина роботи є процес мислення, який створив цей об'єкт. А аспект комерціалізму до роботи повернувся.
Також спостерігається зростання наслідування попередніх мистецьких стилів та отримання справжності від такого наслідування.
Постмодернізм в мистецтві, який зростав з 1960-х, відрізняється від модернізму тим, що стилі модернізму фокусувались на власній діяльності та цінностях, а постмодернізм використовує весь спектр минулих стилів як орієнтир. Це за визначенням створило відносний погляд, з додаванням іронії та невірою у цінності, оскільки можна було побачити, що кожен стиль змінюється якимсь іншим. Іншим результатом було зростання комерціалізму та «селебріті». Мистецтво постмодерну піддало сумніву загальні правила та керівні принципи того, що таке 'красні мистецтва', поєднавши низьке мистецтво з красними мистецтвами до тих пір, що їх вже важко розрізнити. До початку постмодернізму, красними мистецтвами вважались ті, що мали естетичну якість, елегантність, майстерність, витонченість та інтелектуальну стимуляцію, метою яких було звертатись до вищого або освіченого класу суспільства; це вирізняло високе від низького мистецтва, яке вважали позбавленим смаку, кічевим, таким, що легко виробити, та позбавленим (майже) будь-якої інтелектуальної стимуляції, мистецтвом, призначеним для того, щоб подобатися масам. Постмодерн розмив ці відмінності, привнісши сильний елемент кічу, комерціалізму та кампу в сучасні красні мистецтва. Крім того, постмодерн лишає багато місця для індивідуалізму на мистецькій сцені; наприклад, постмодерн часто отримує натхнення з минулих стилів, наприклад бароко чи готики, протиставляє і переробляє їх в іншому контексті.
Деякі сюрреалісти, зокрема Жуан Міро, який закликав до «вбивства живопису» (у багатьох інтерв'ю з 1930-х років, Міро висловлював зневагу до звичайний методів живопису та своє бажання «вбити» або «зґвалтувати» їх на користь сучасніших методів вираження), відкидали або намагалися «витіснити» живопис. Існували і інші проти-живописні тенденції серед мистецьких рухів, наприклад дадаїзм та концептуальне мистецтво. Тенденції руху від живопису наприкінці XX сторіччя протистояли такі стилі як продовження мінімалізму, ліричної абстракції, поп-арту, оп-арту, неореалізм, фотореалізм, нео-гео, неоекспресіонізм та стакізм, а також і інші напрямки живопису.